# Капітолійські музеї

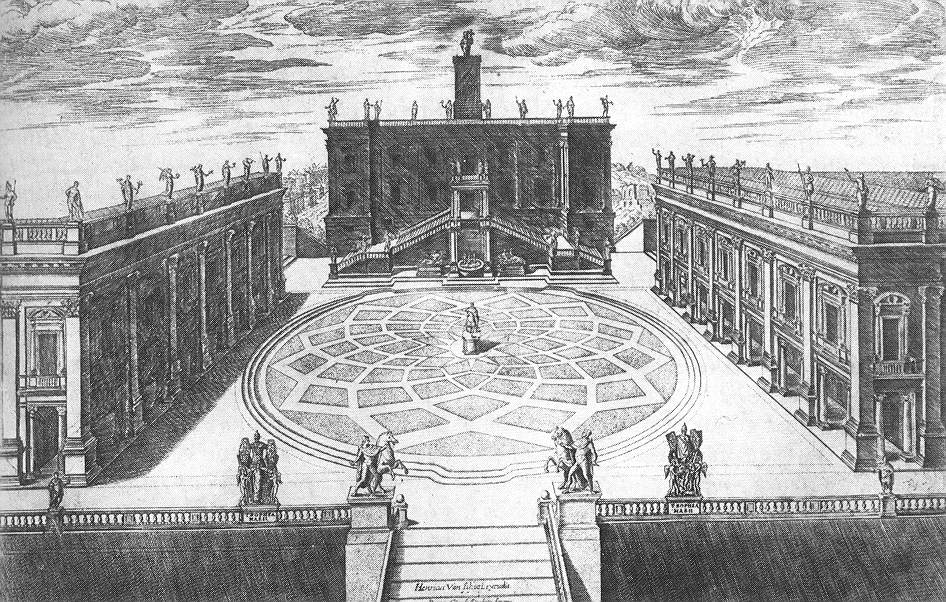
Проєкт забудови Капітолійського пагорба за Мікеланджело. Гравюра Етьєна Дюперака, 1568

Капітолійські музеї (італ. Musei Capitolini) — найстаріший публічний музей у світі, початок якому поклав папа Сікст IV у 1471 році, передавши в дар «народу Рима» збори античної бронзи, що розміщувалися до того часу у стінах Латерана.
Говорять про «музеї» у множині, так як пізніше до оригінальної колекції стародавніх скульптур була додана папою Бенедиктом XIV у XVIII столітті картинна галерея. Відкритий для публіки у 1734 році під час понтифікату Климента XII його вважають першим відкритим музеєм у світі. Місце, де мистецтво було для всіх, а не тільки його власників.

## Будівлі
Музеї розміщуються в трьох палацах на спроєктованій Мікеланджело Буонарроті площі Капітолія в Римі:
- середньовічний сенаторський палац (Palazzo senatorio) з XII століття,
- перебудований Мікеланджело ренесансний Палаццо консерваторе (Palazzo dei Conservatori) та
- побудований у XVII столітті навпроти нього Новий палац (Palazzo Nuovo), який повторює його вигляд.

У XX столітті частина експозиції була перенесена в сусідній палаццо Кафареллі-Клементина. Палаццо деі Консерваторі згадується в багатьох книгах з історії мистецтва як перша будівля, при перебудові якої був застосований гігантський ордер — пілястри, що простяглися на кілька поверхів. Архітектурні мотиви цього палацу (палаццо) помітні в будівлях різних часів на різних континентах. На Капітолійській площі встановлена точна копія єдиної античної кінної статуї що збереглася до наших часів з античності — кінна статуя імператора Марка Аврелія, якого в середні віки помилково приймали за імператора Костянтина.

## Галерея

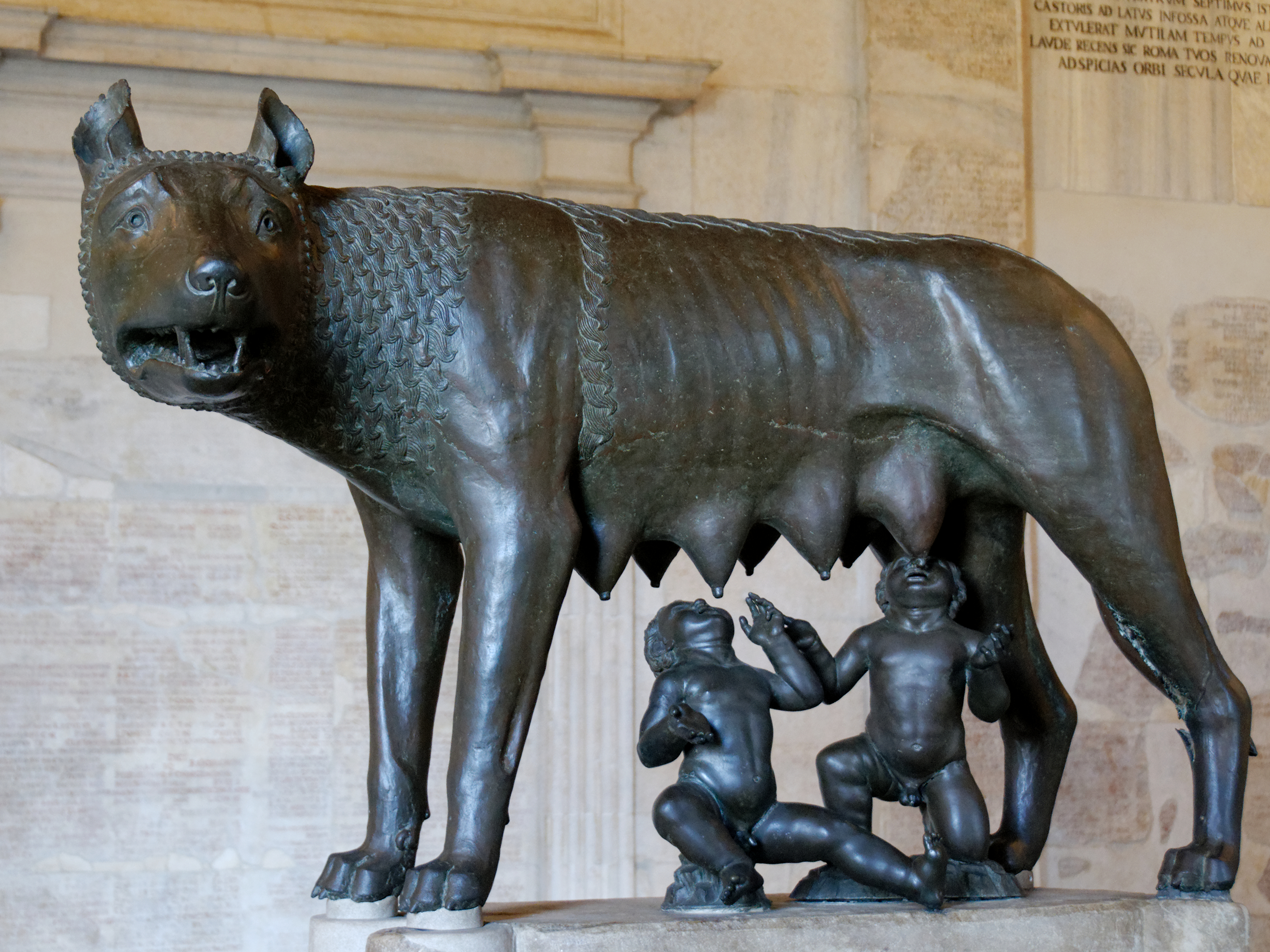
Капітолійська вовчиця
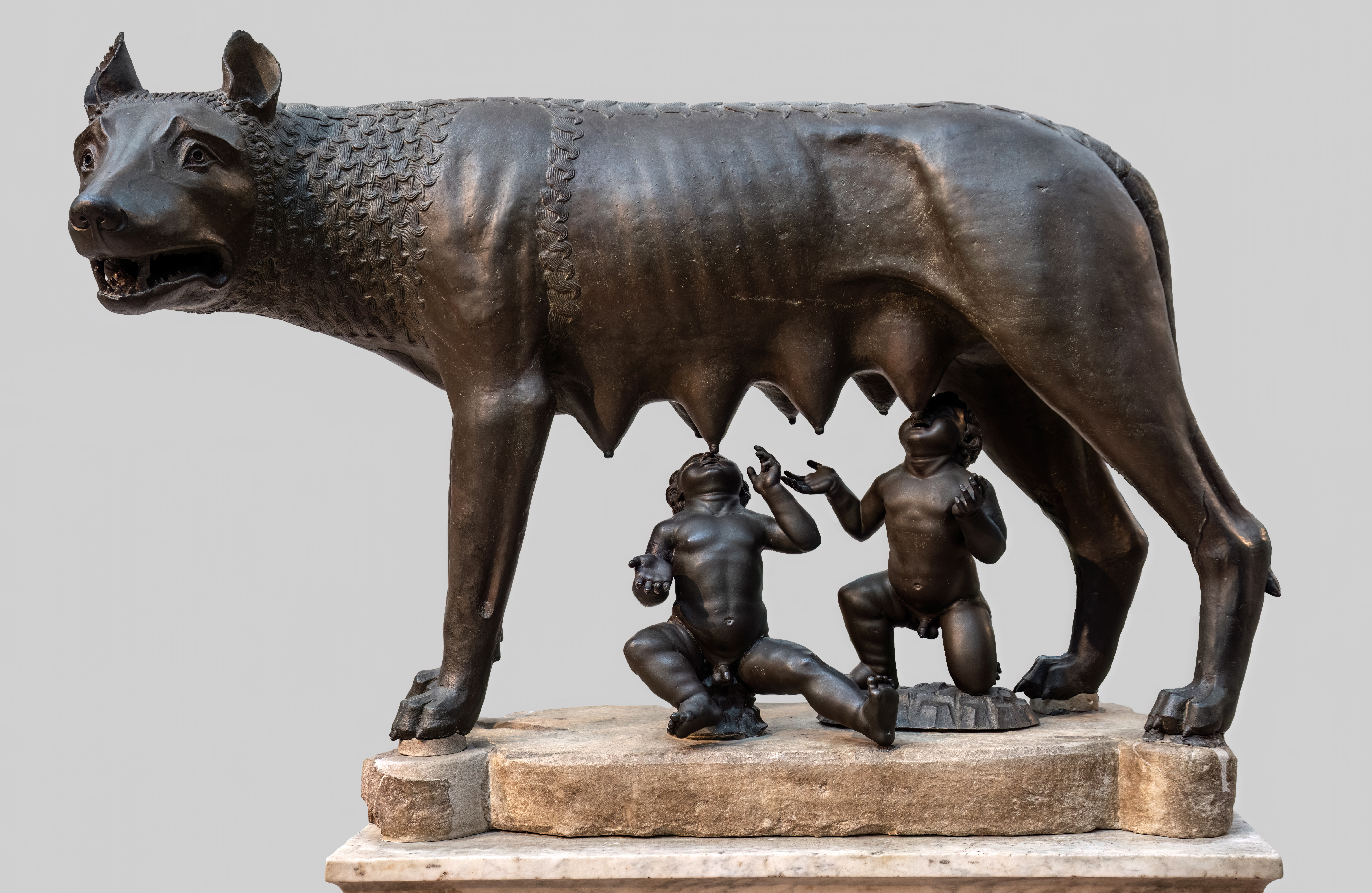
Капітолійська вовчиця
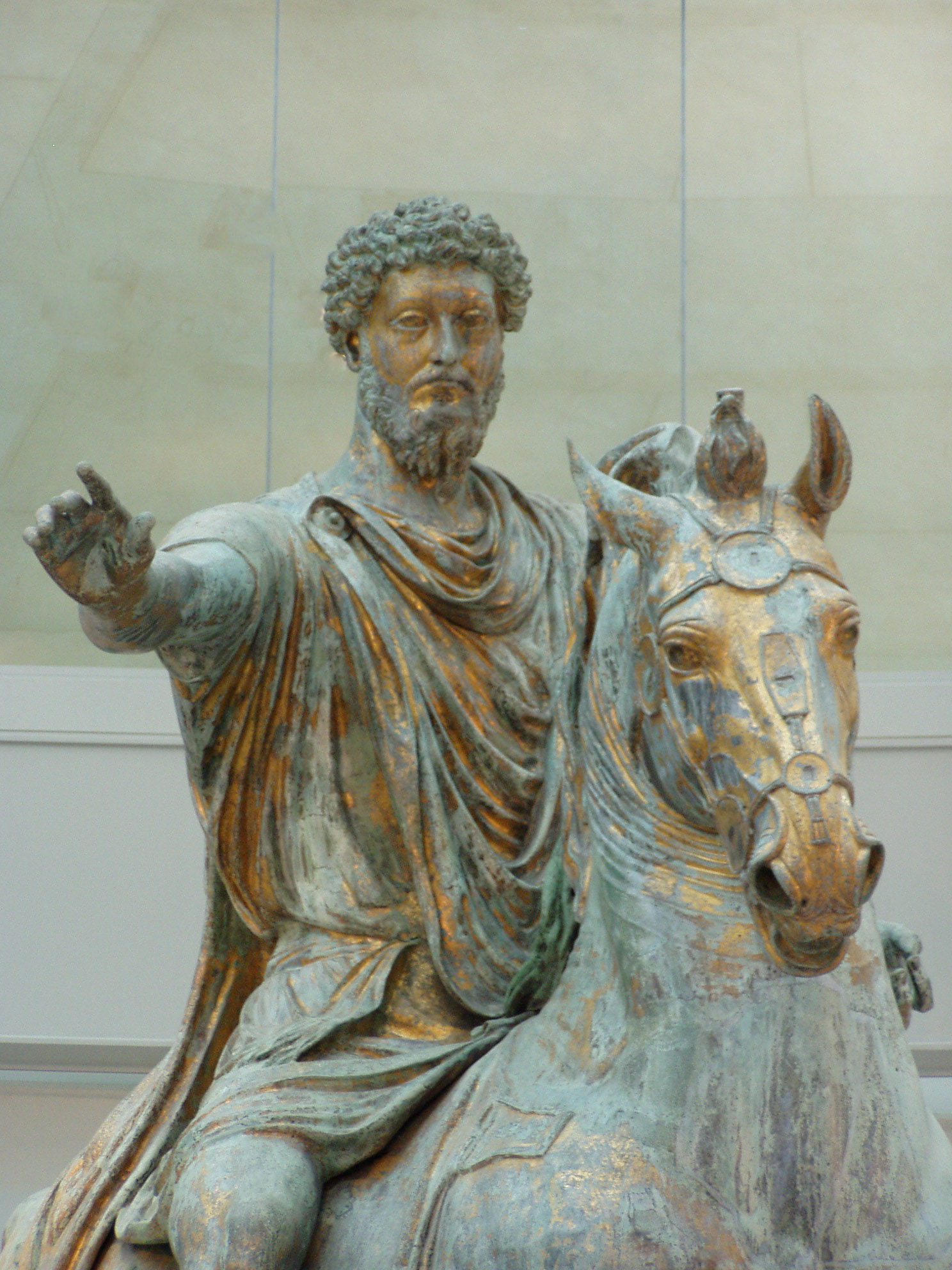
Кінна статуя Марка Аврелія
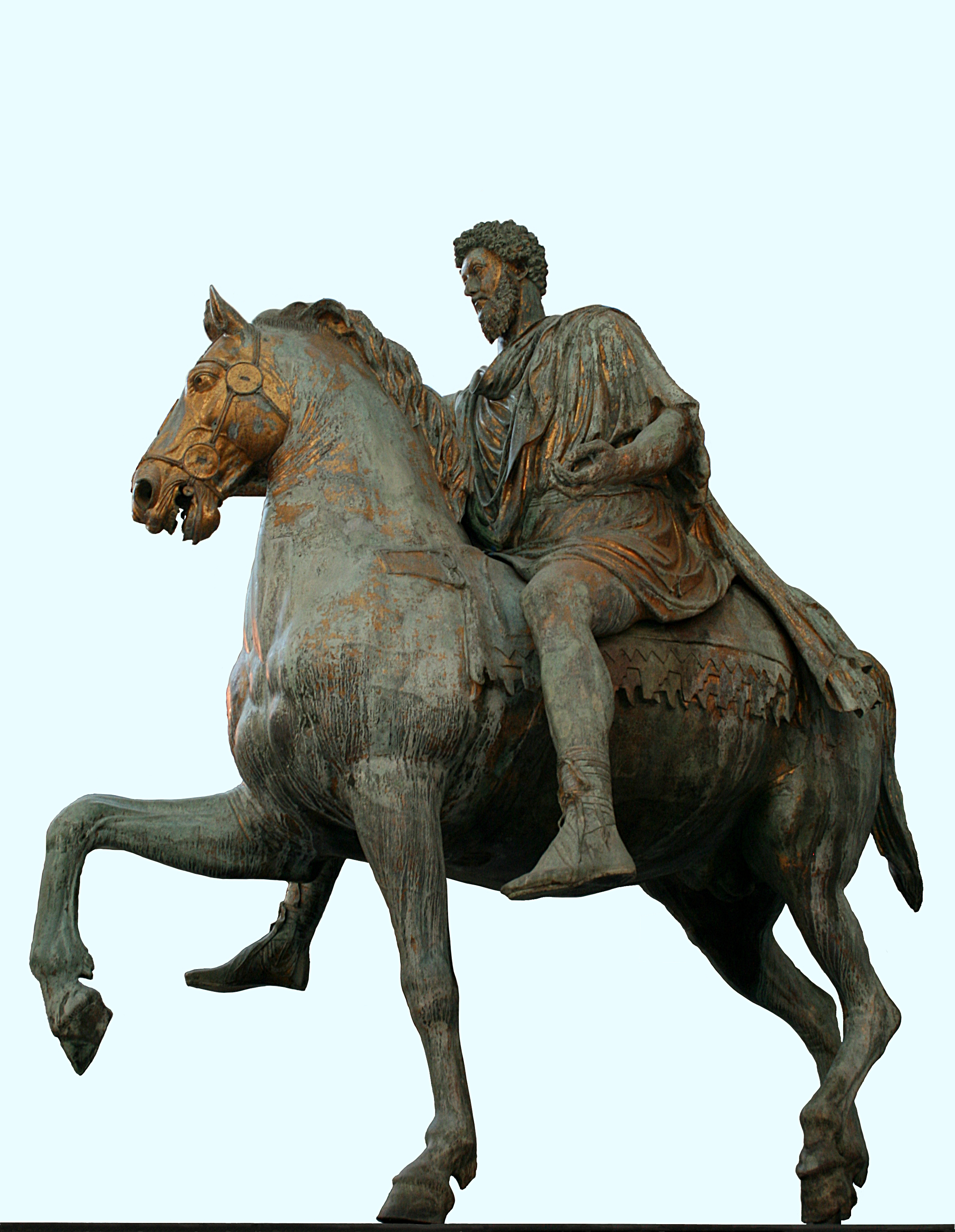
Кінна статуя імператора Марка Аврелія
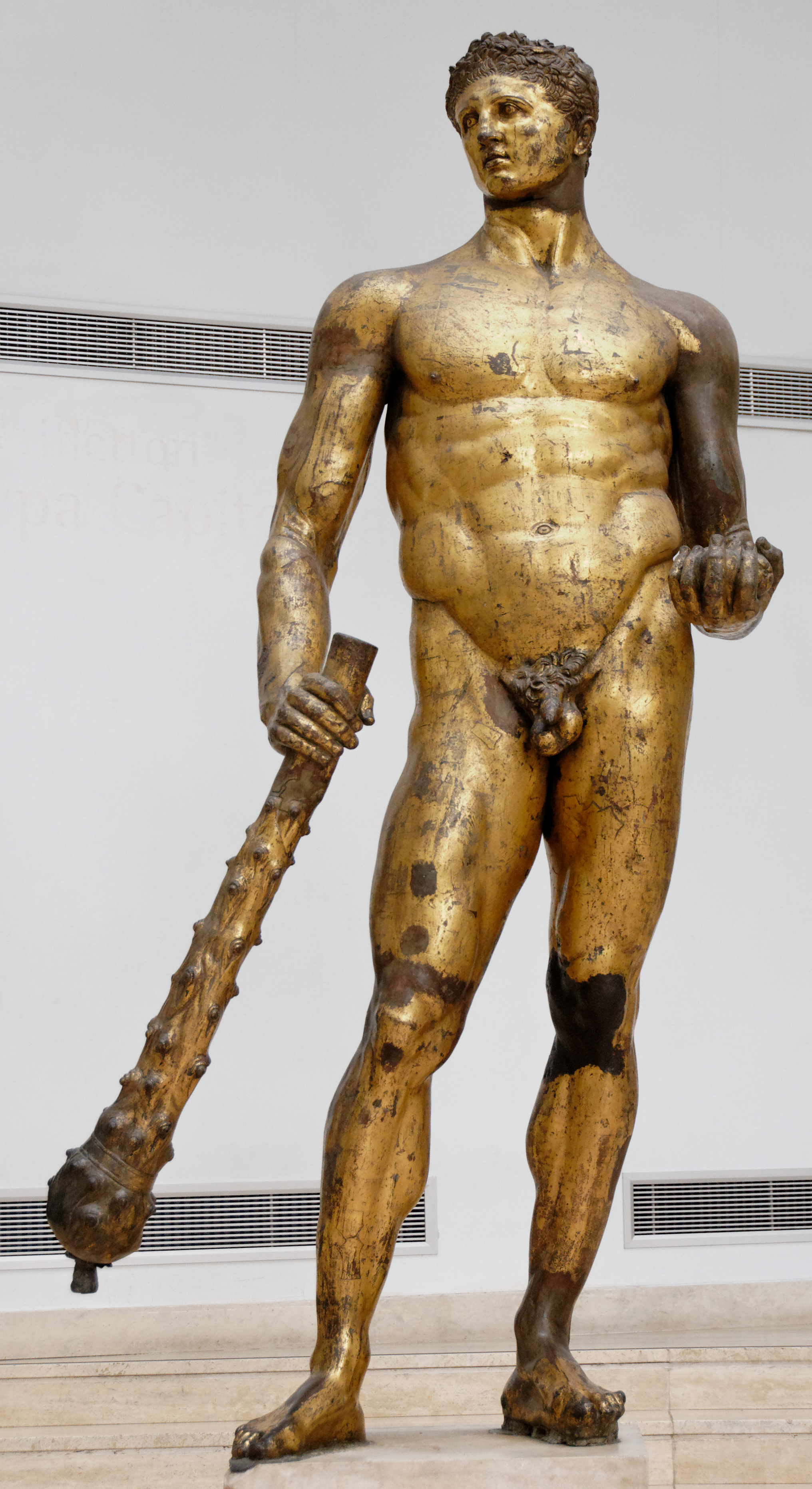
Геркулес з Бичачого форума
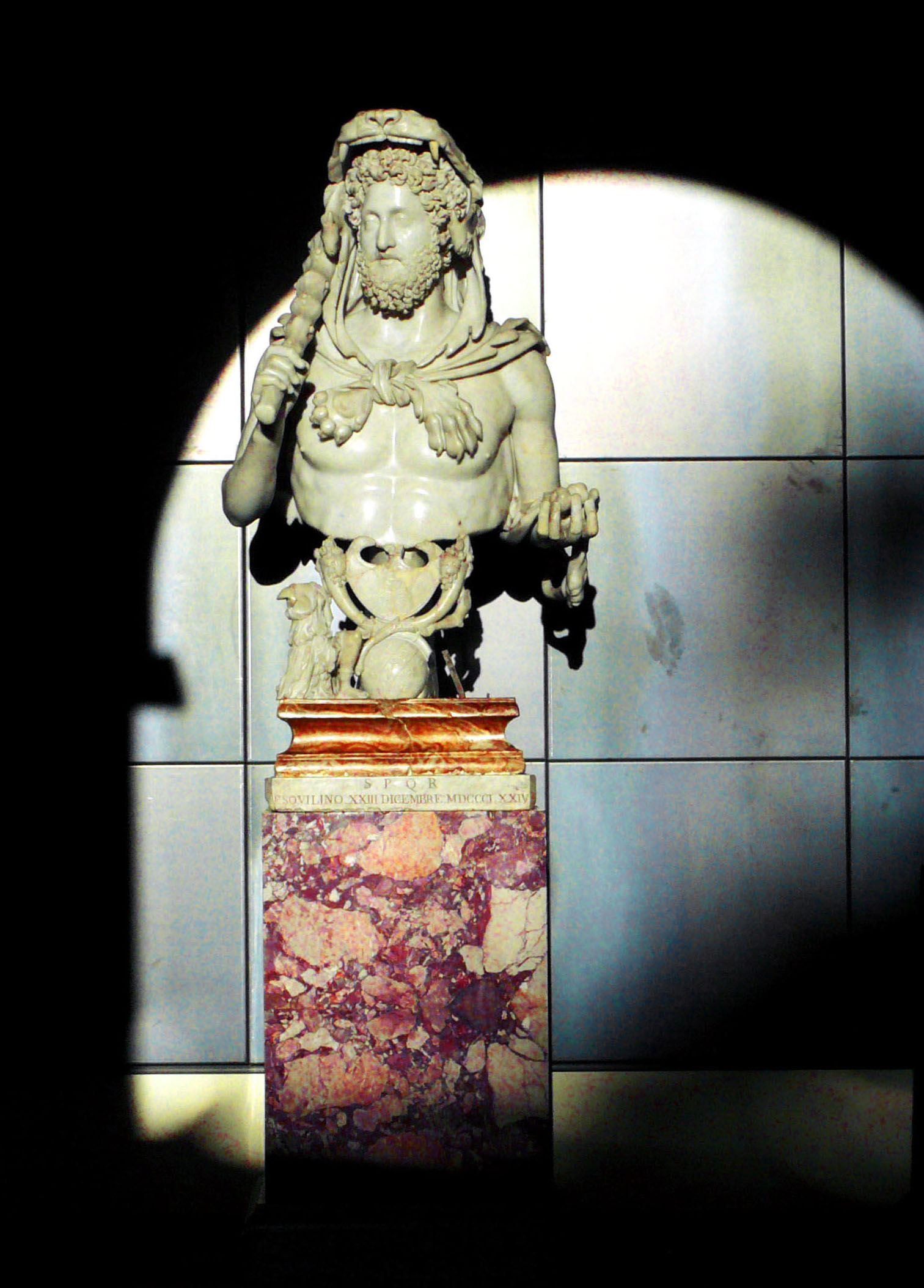
Коммод як Геркулес
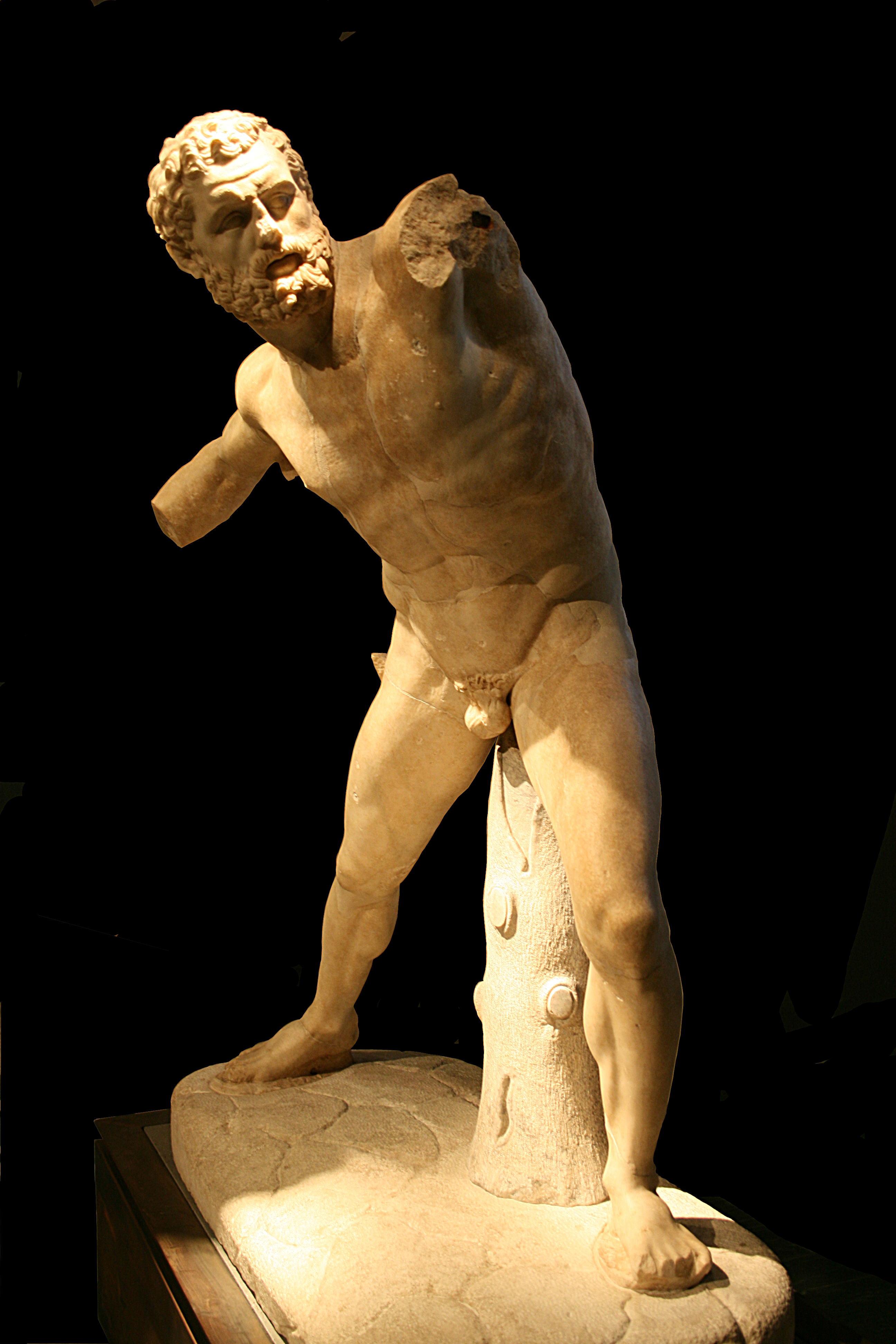
Геркулес, що б'ється
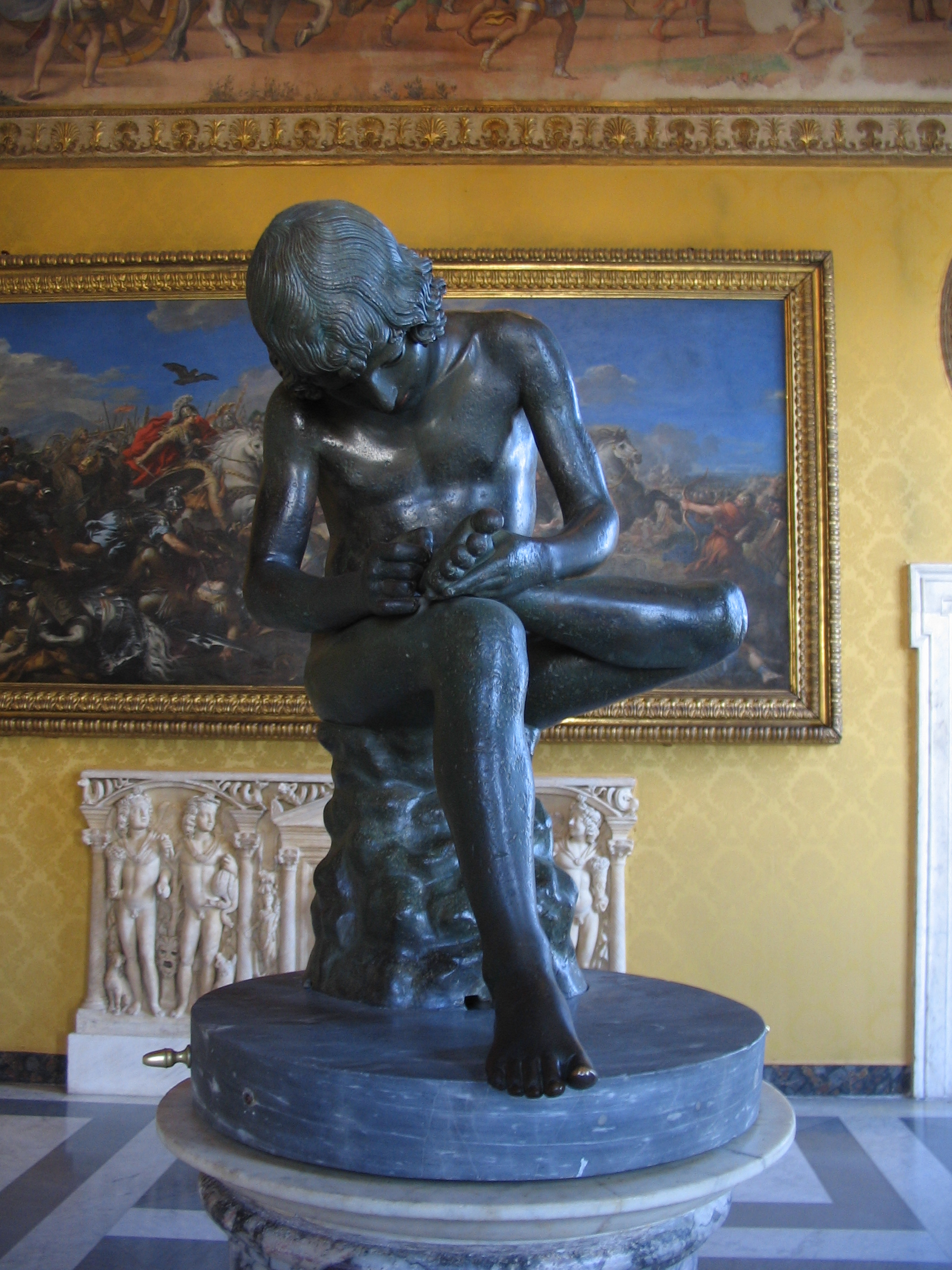
Хлопчик, який витягує скалку
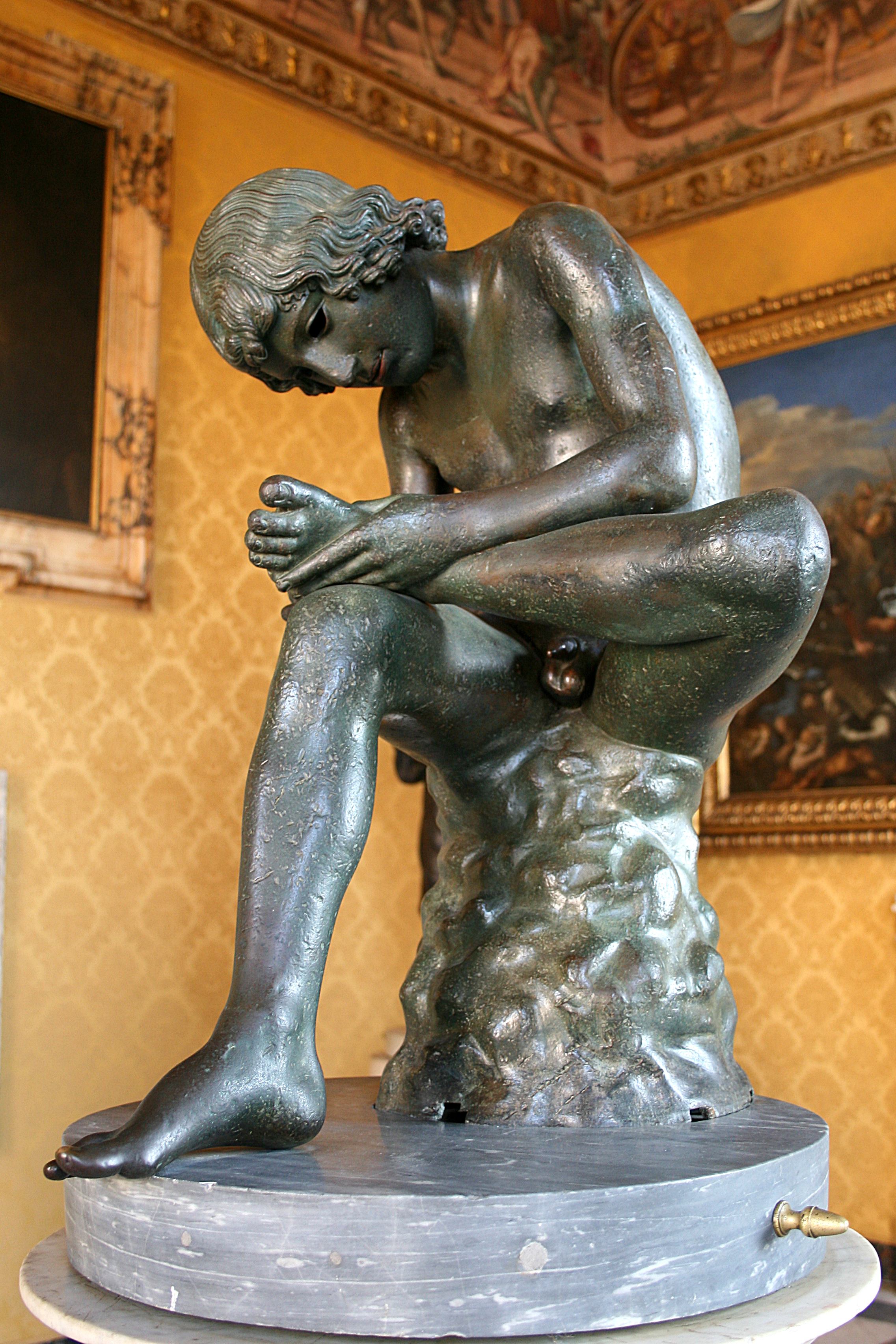
Хлопчик, який витягує скалку
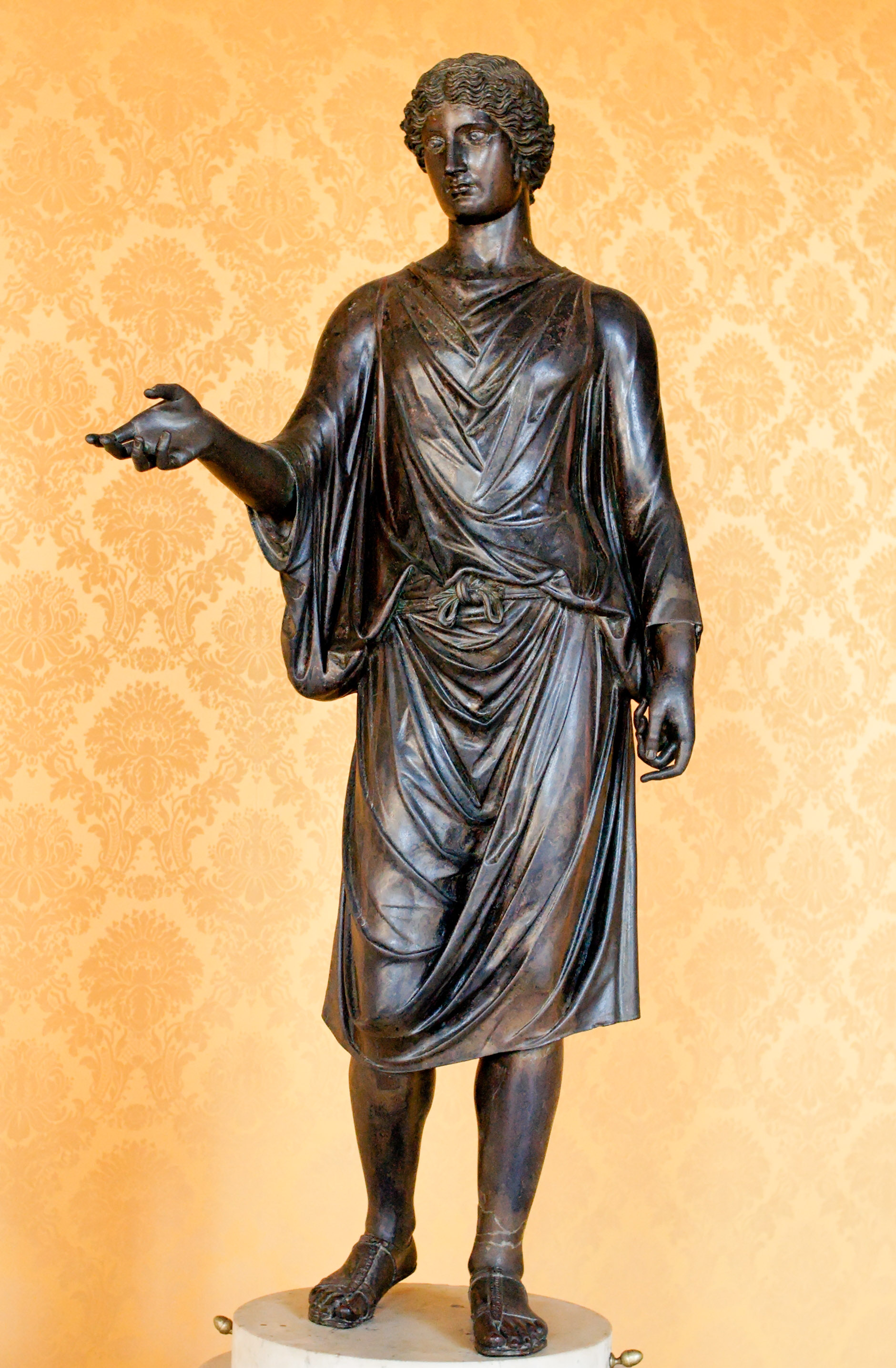
Camillus
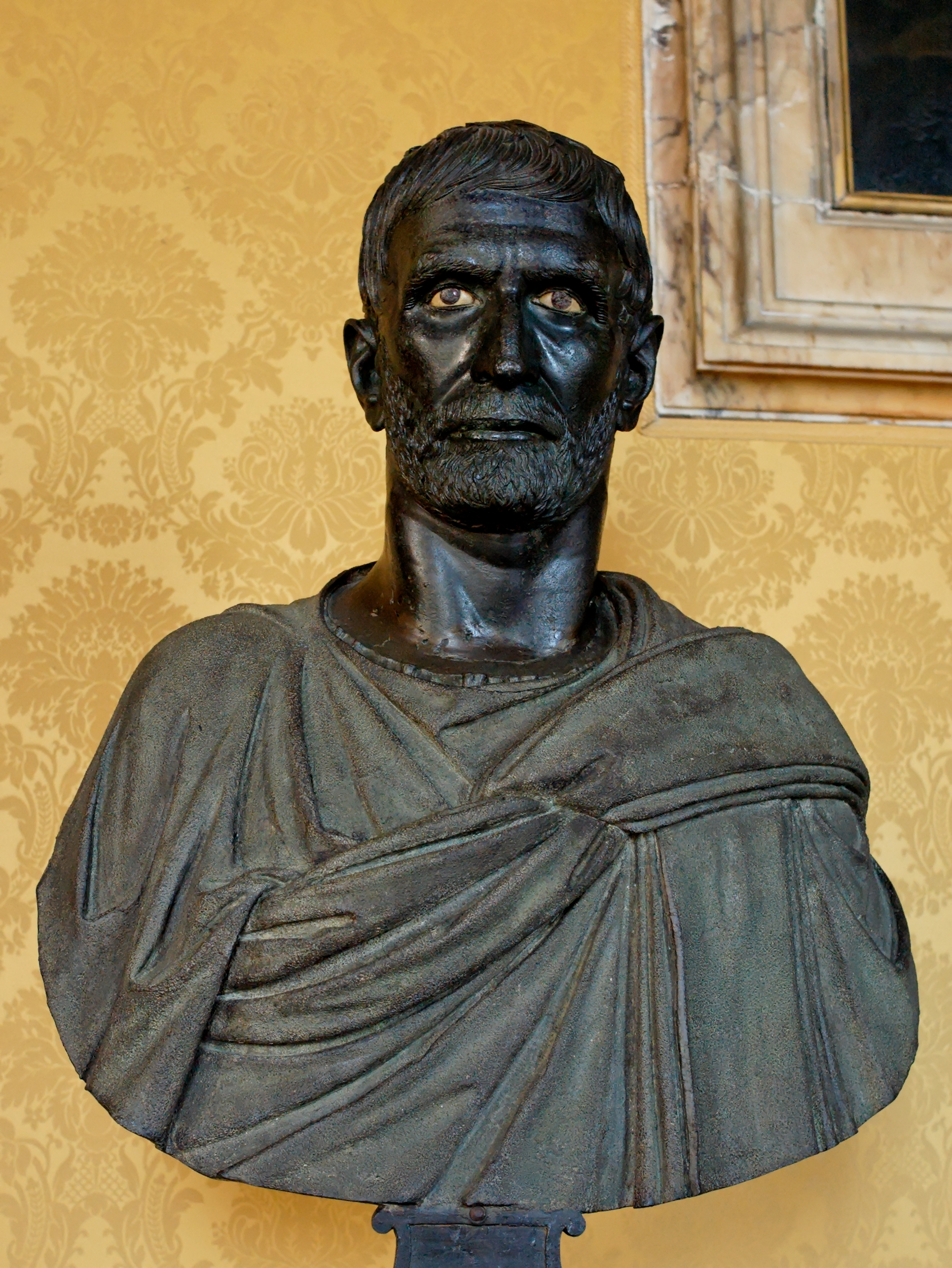
Капітолійський Брут
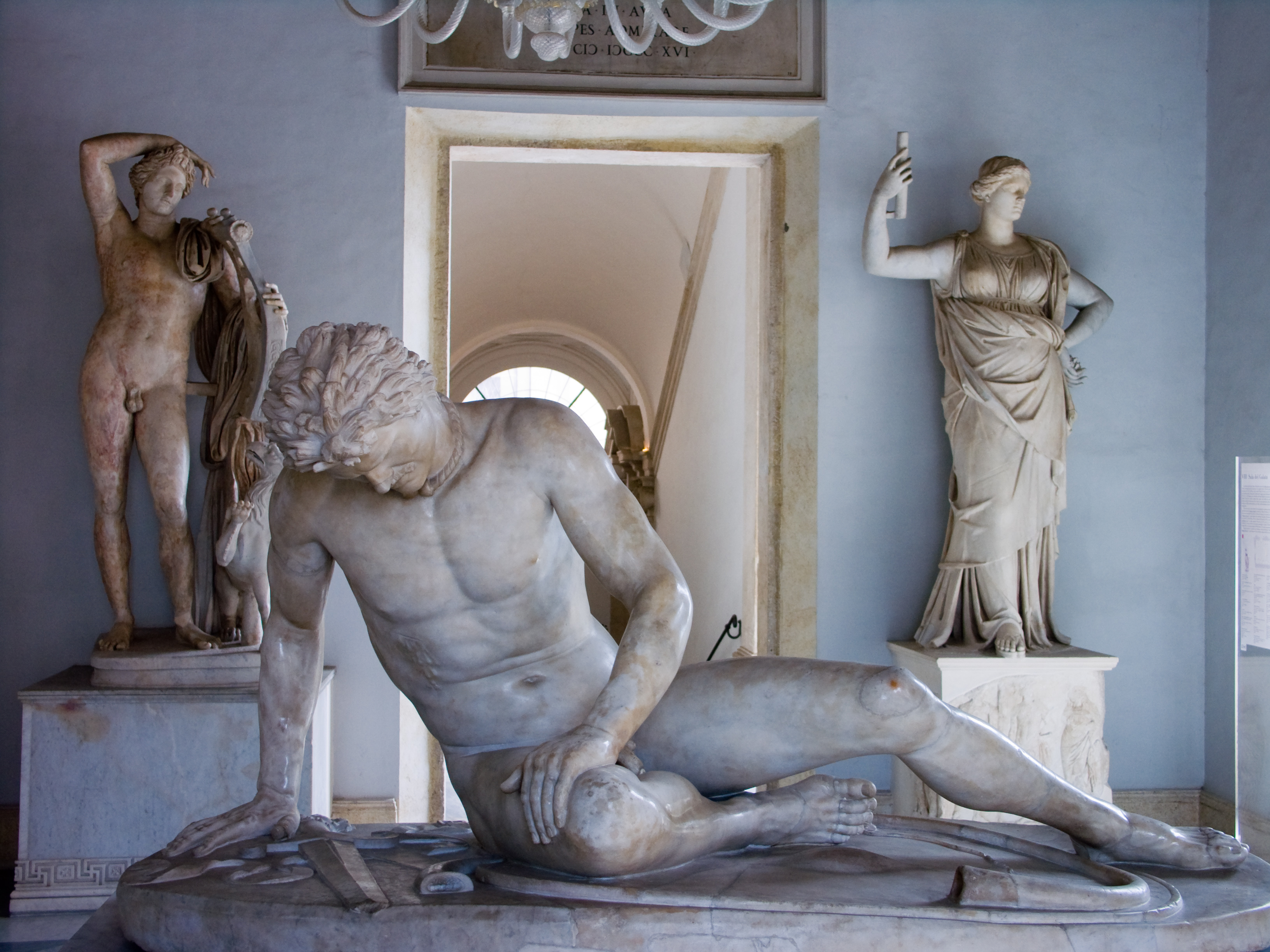
Помираючий Галл
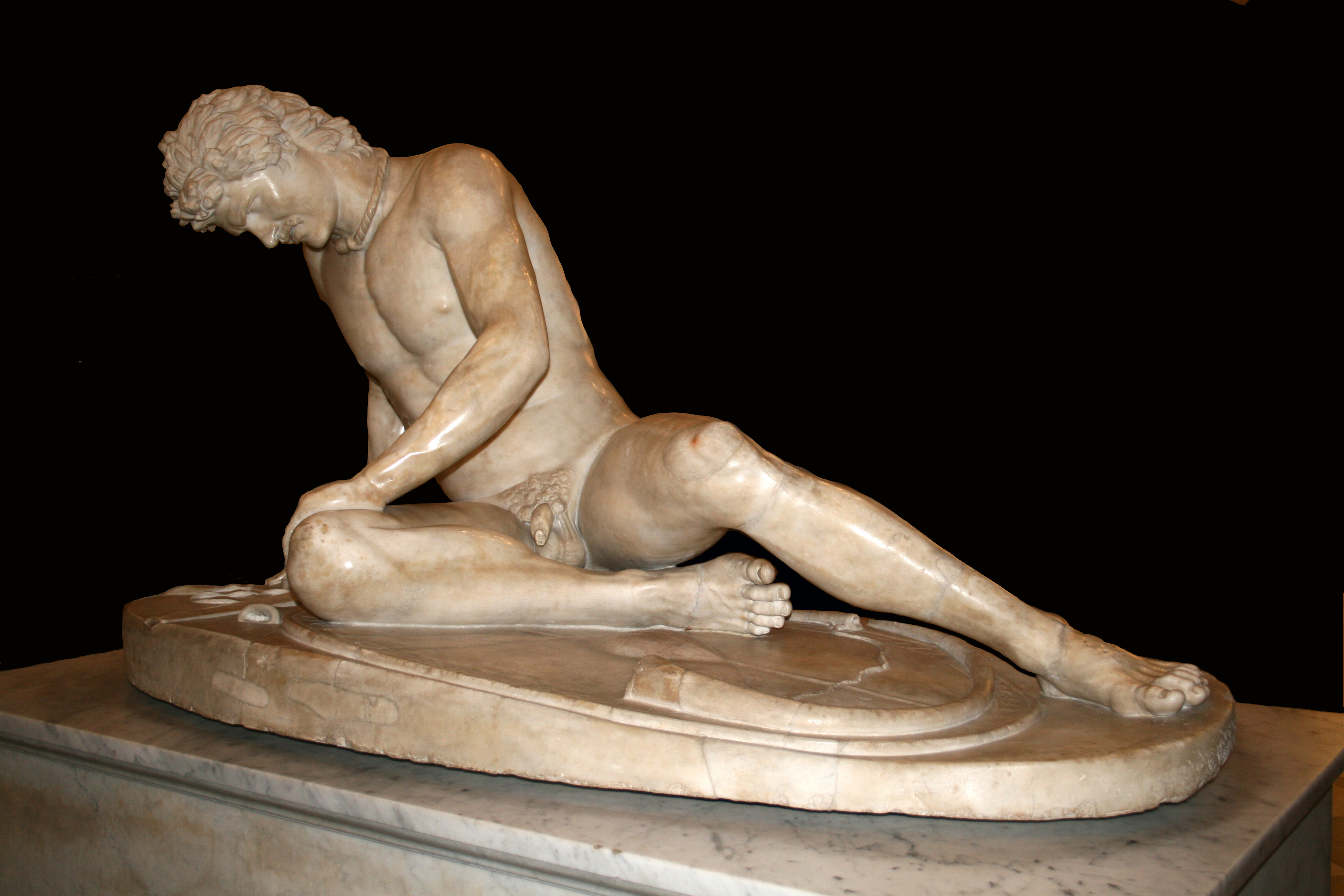
Помираючий Галл
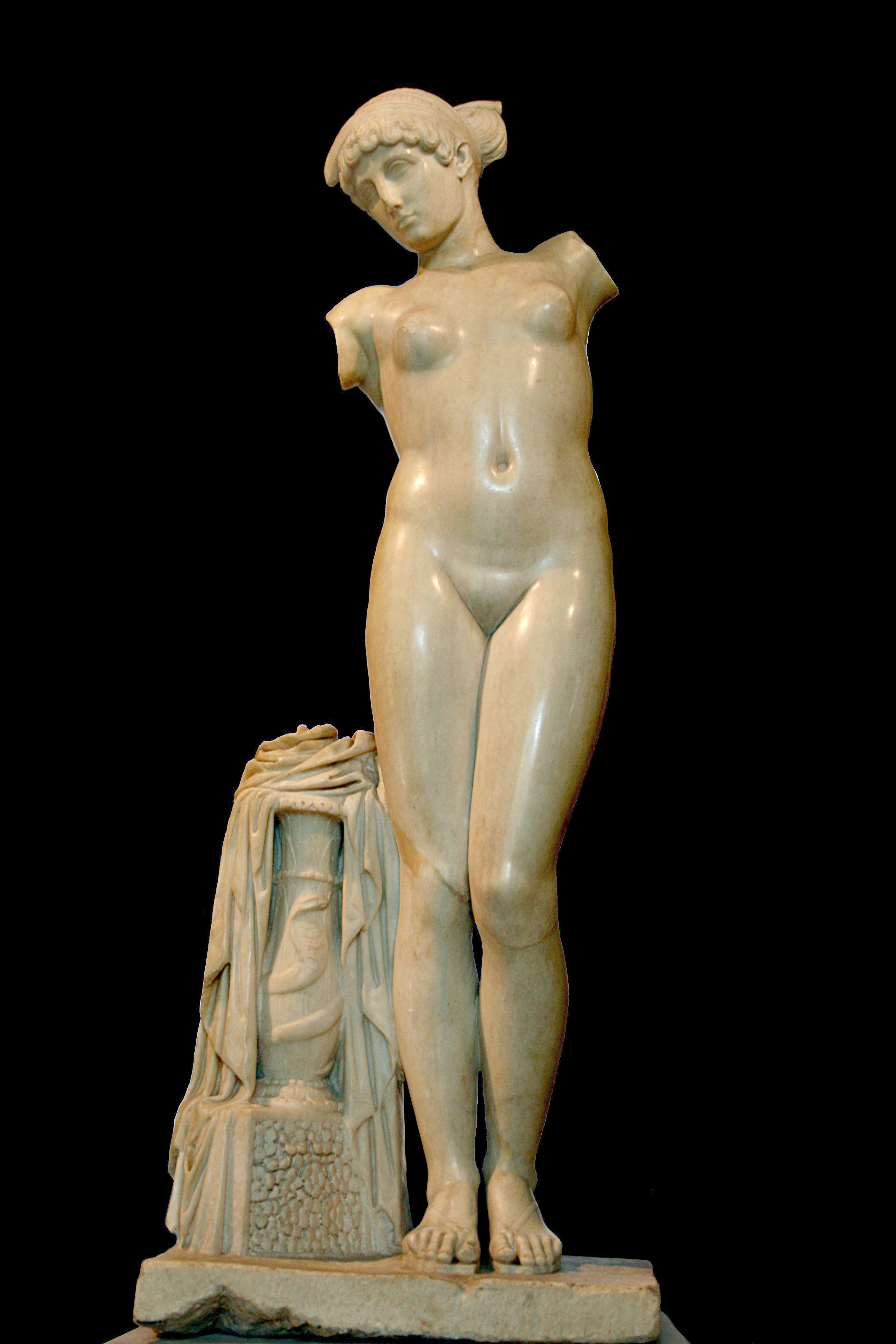
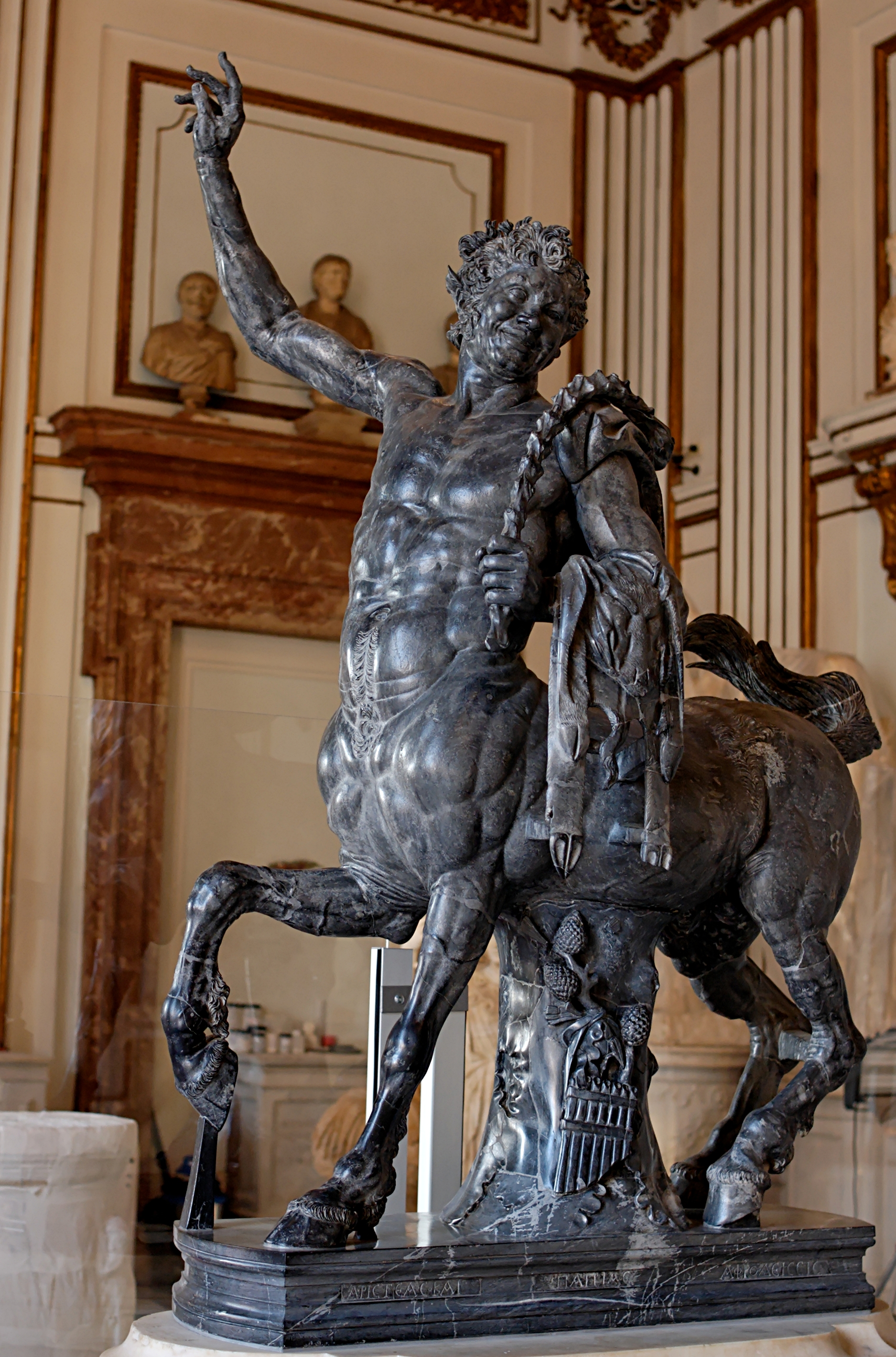
Кентаври Фуріетті
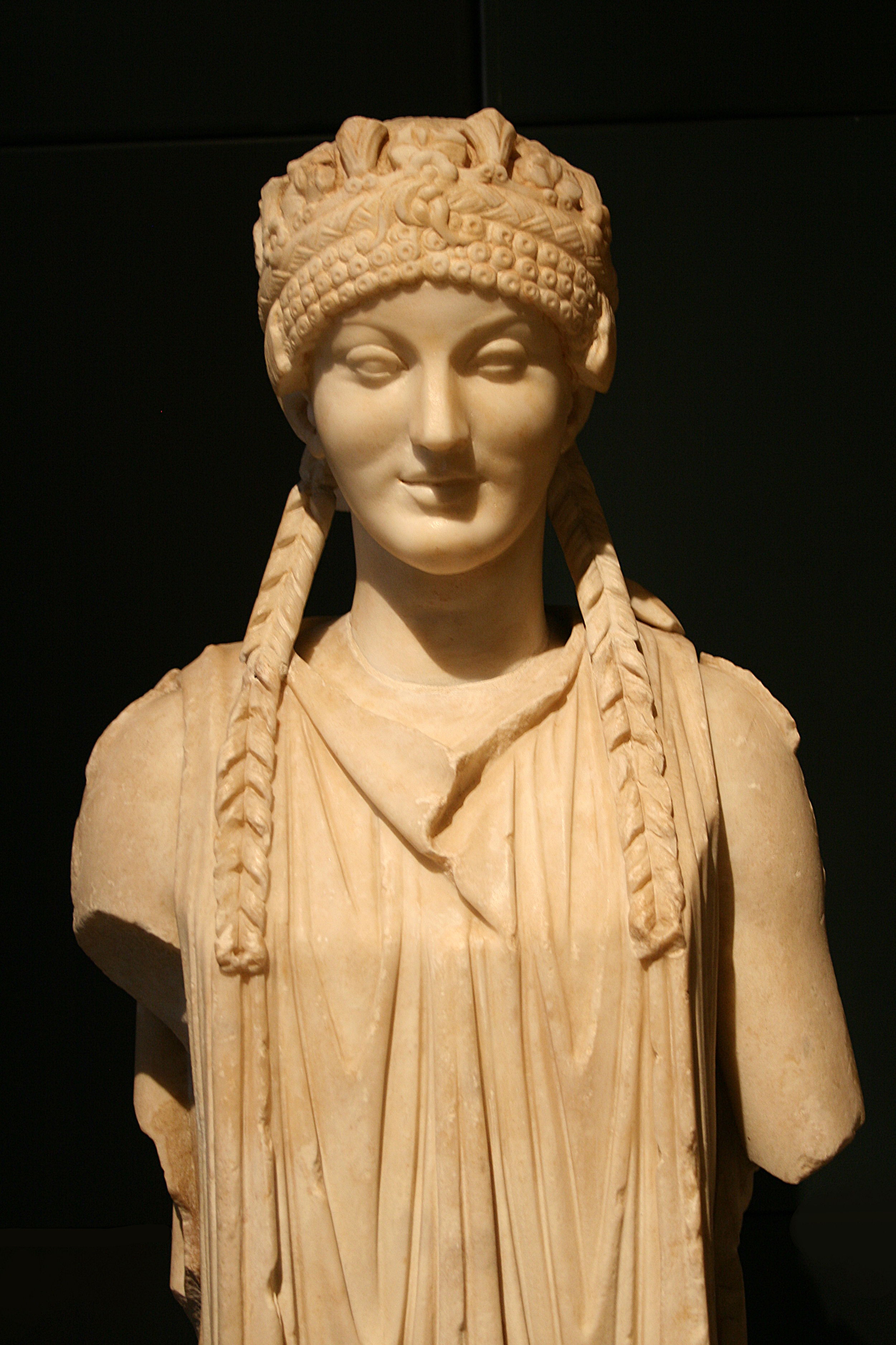
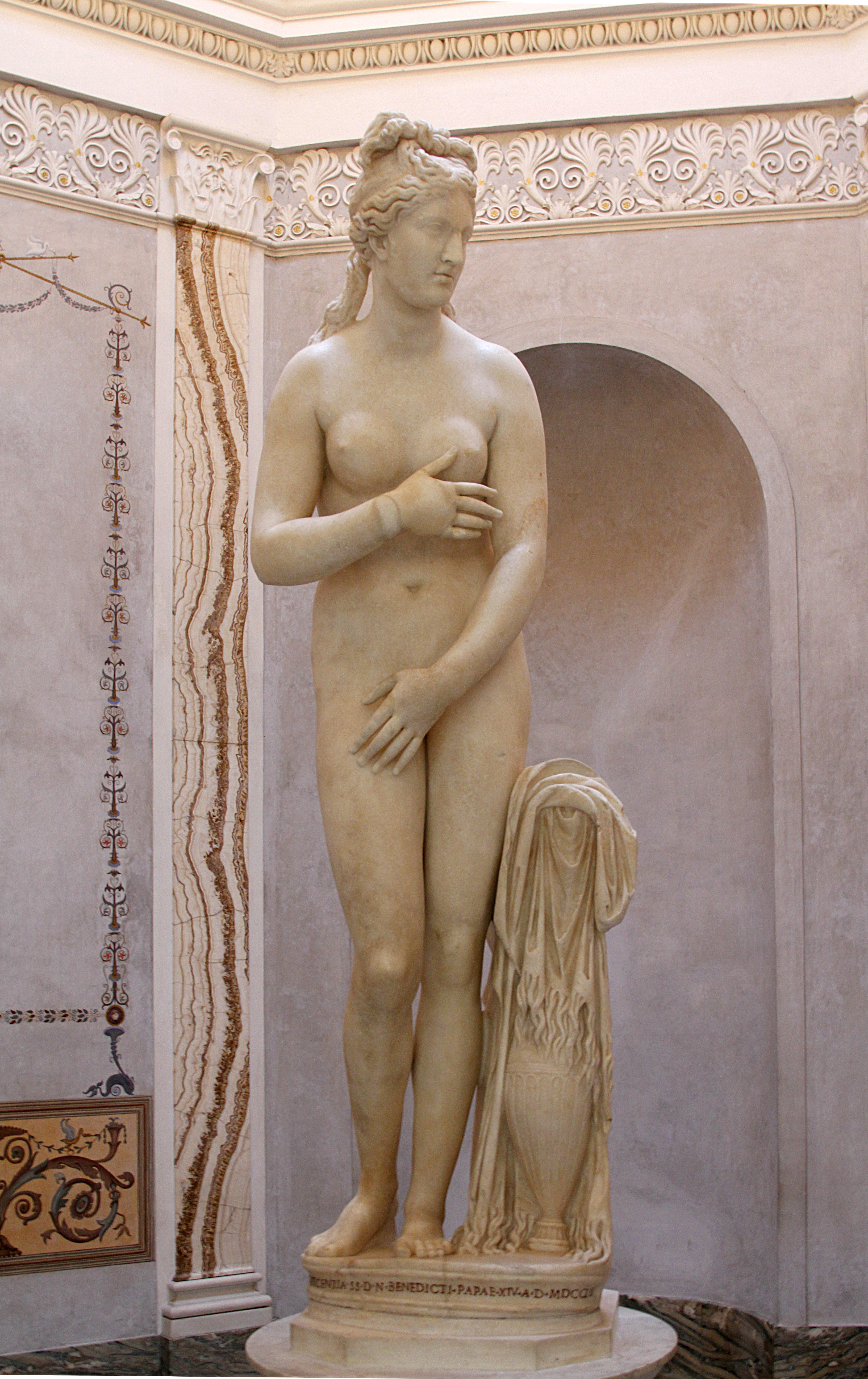
Венера Капітолійська (Венера Пудіка)
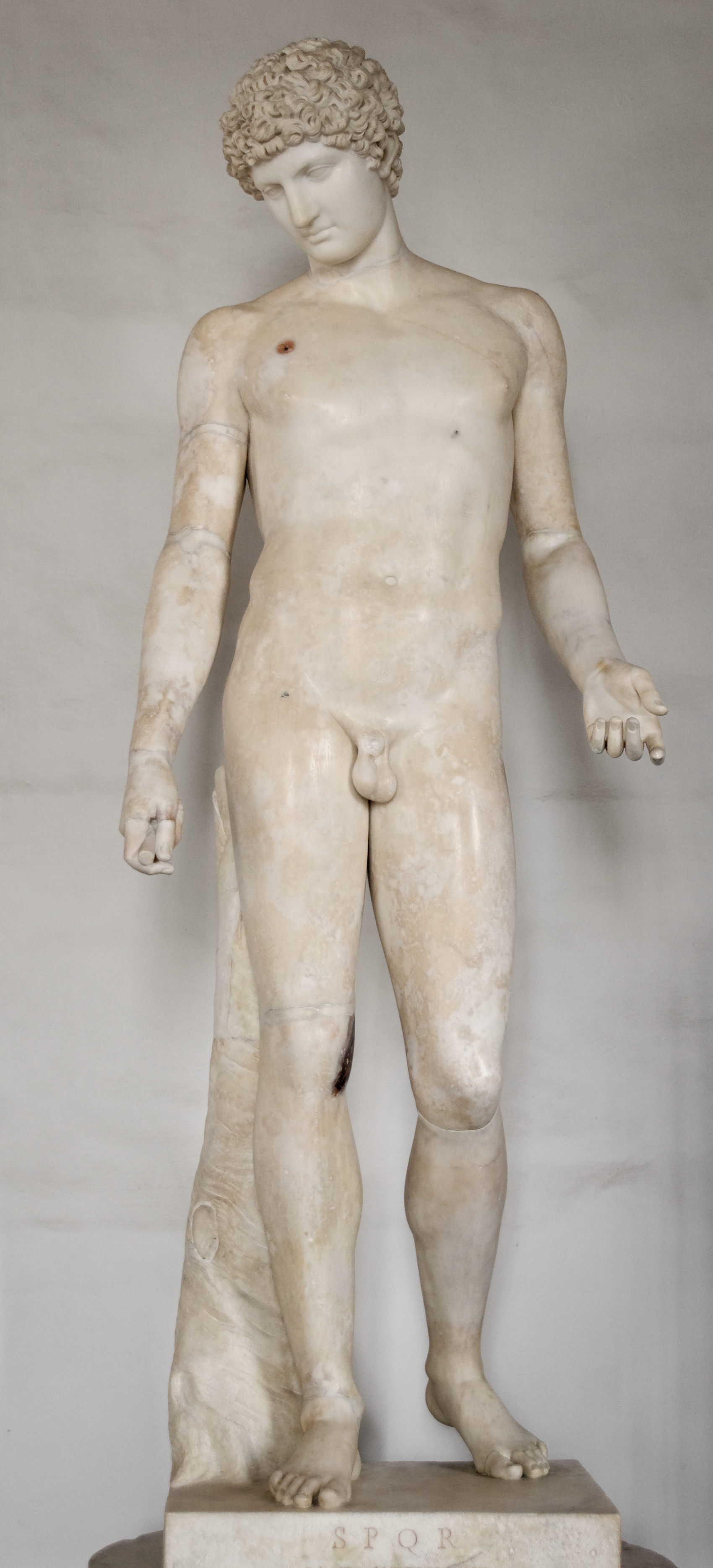
Антіной Капітолійський
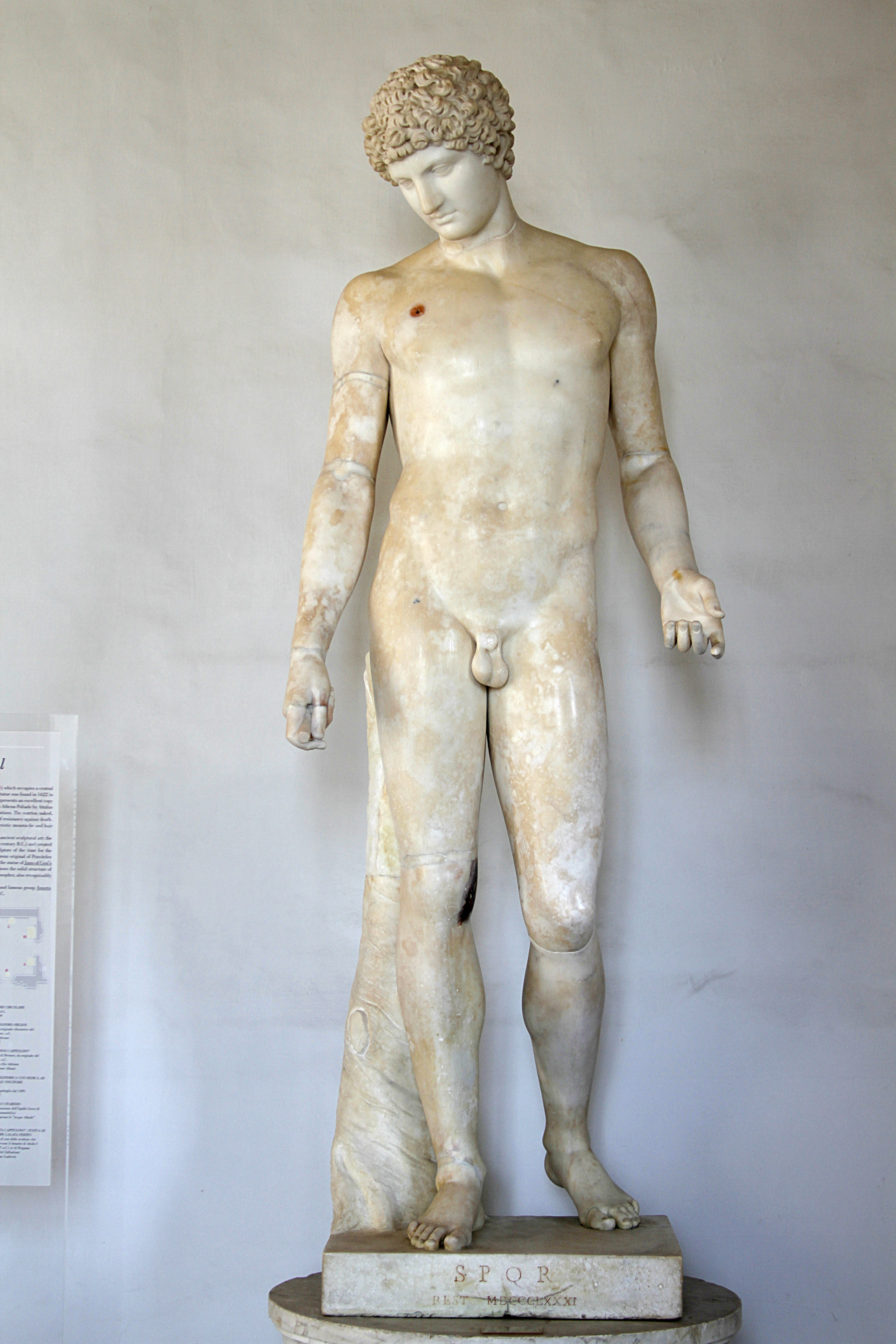
Антіной Капітолійський
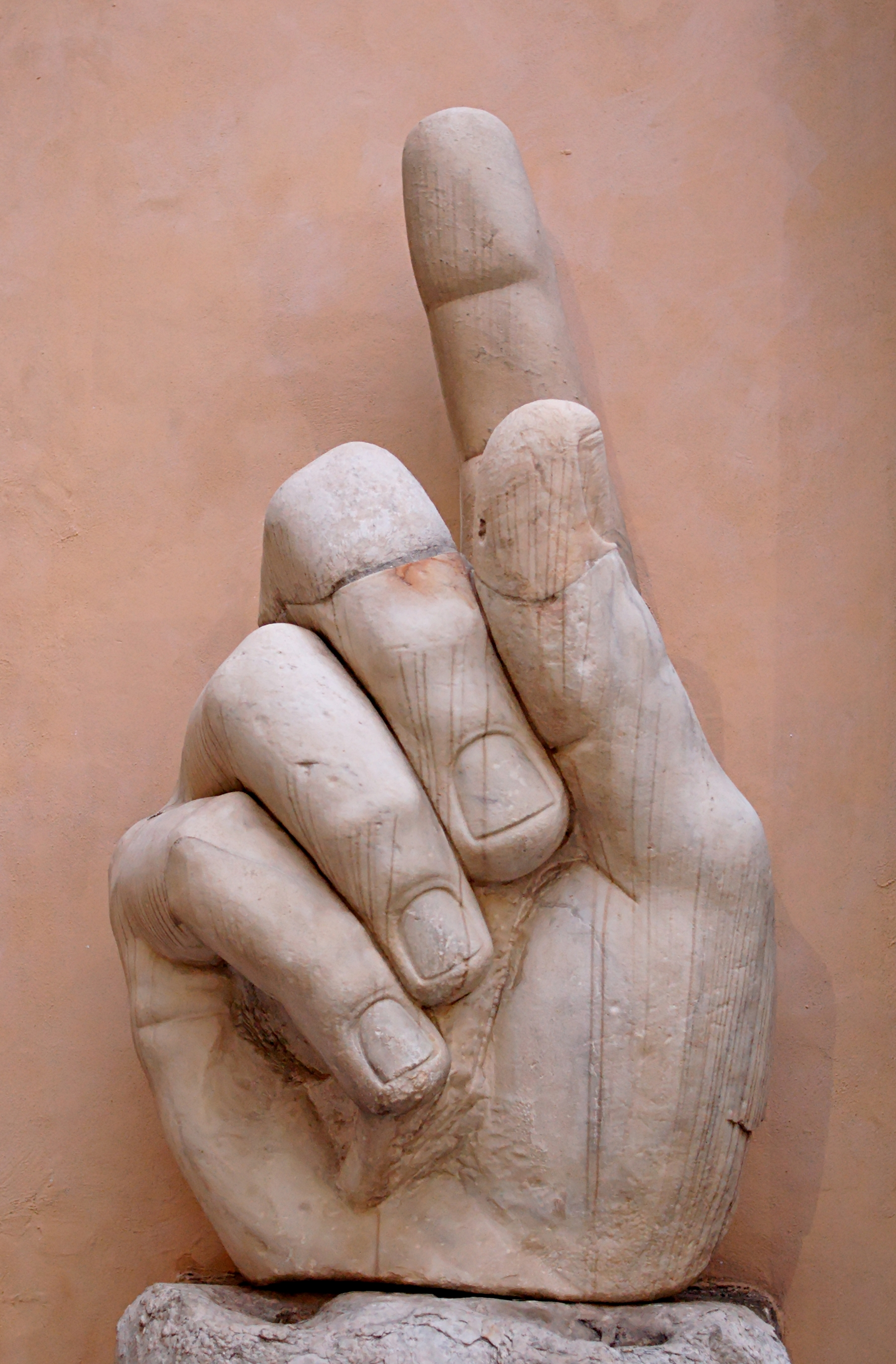
Фрагмент колосса Констянтина
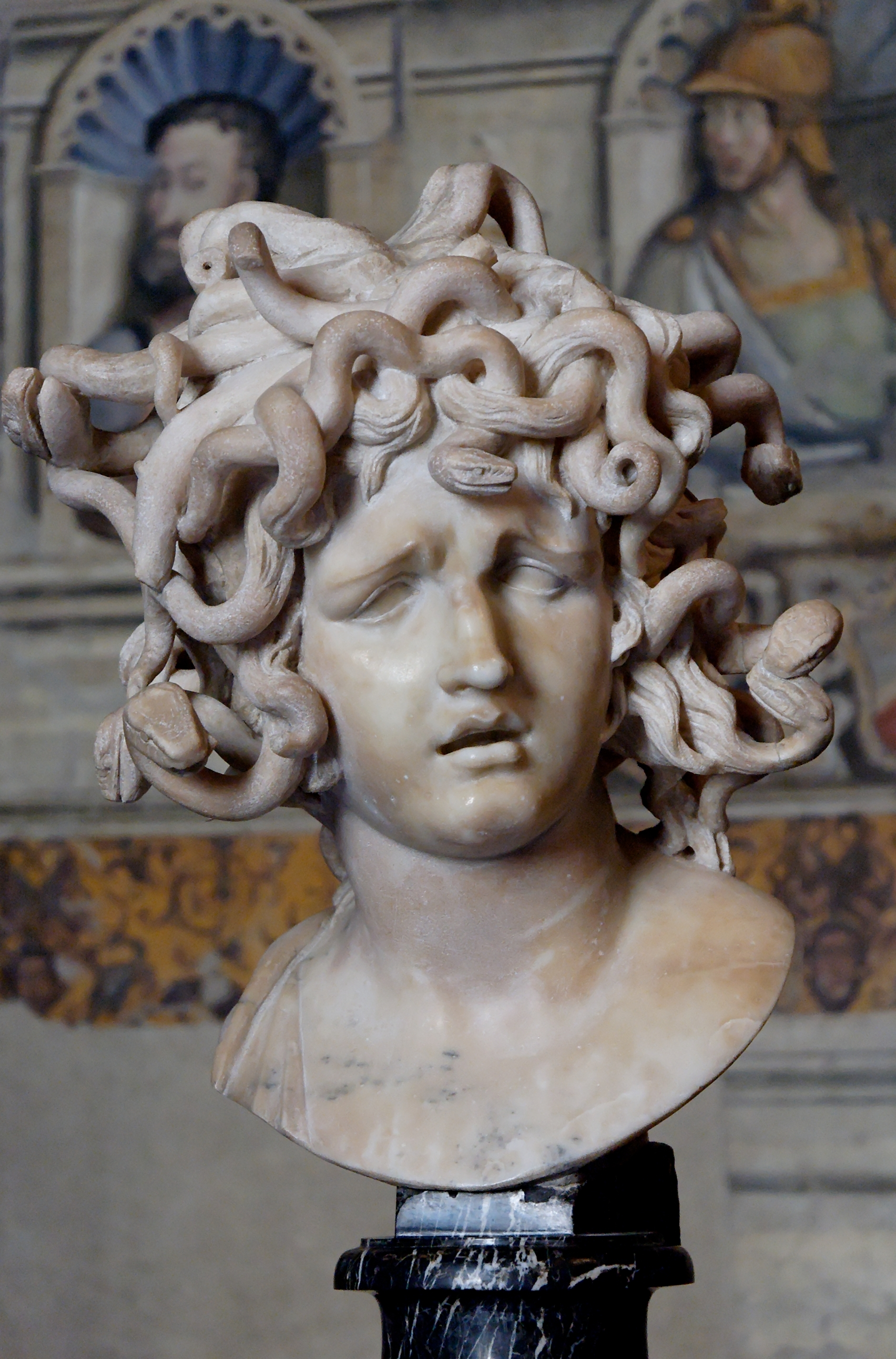
«Медуза» Лоренцо Берніні
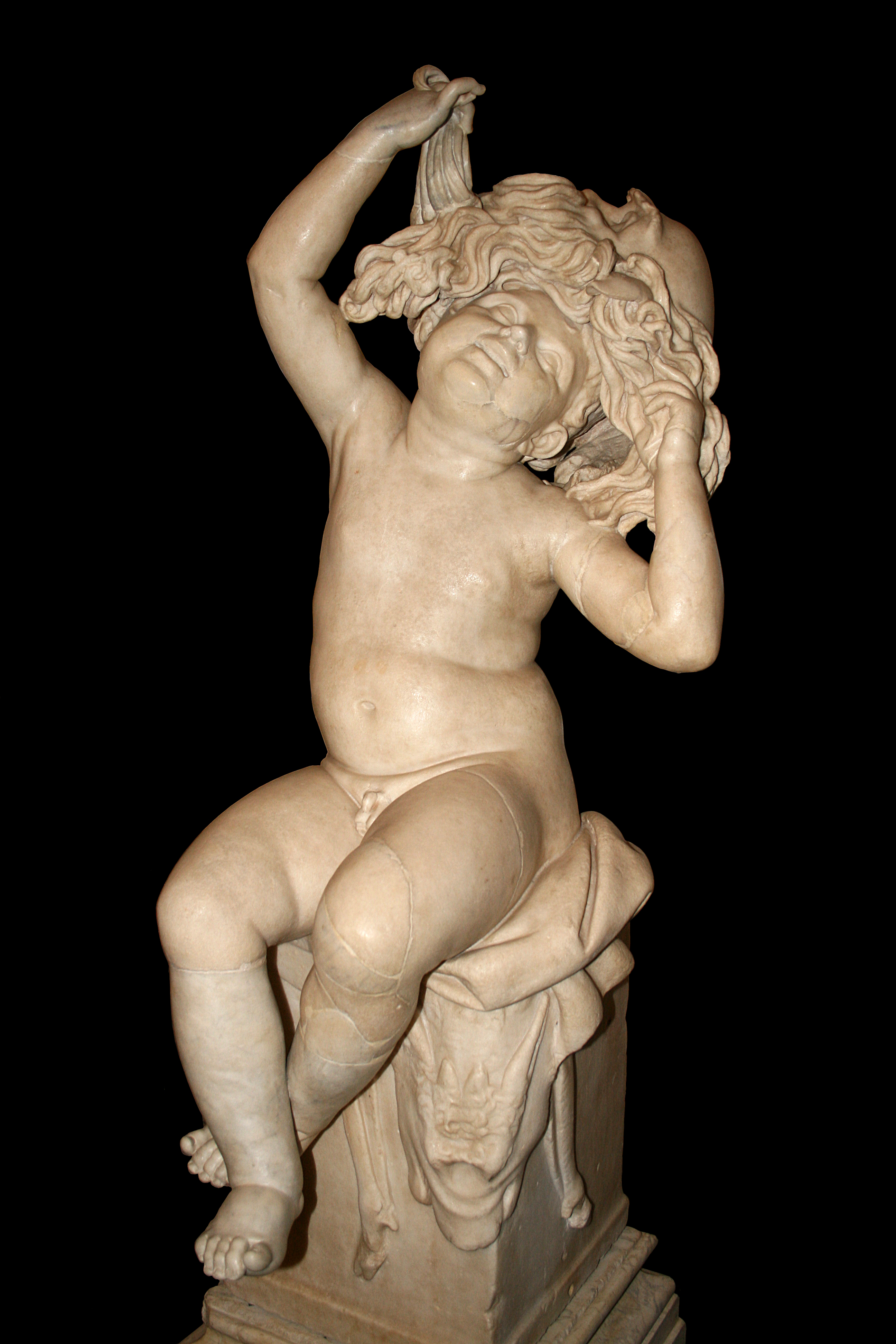
Дитина в масці
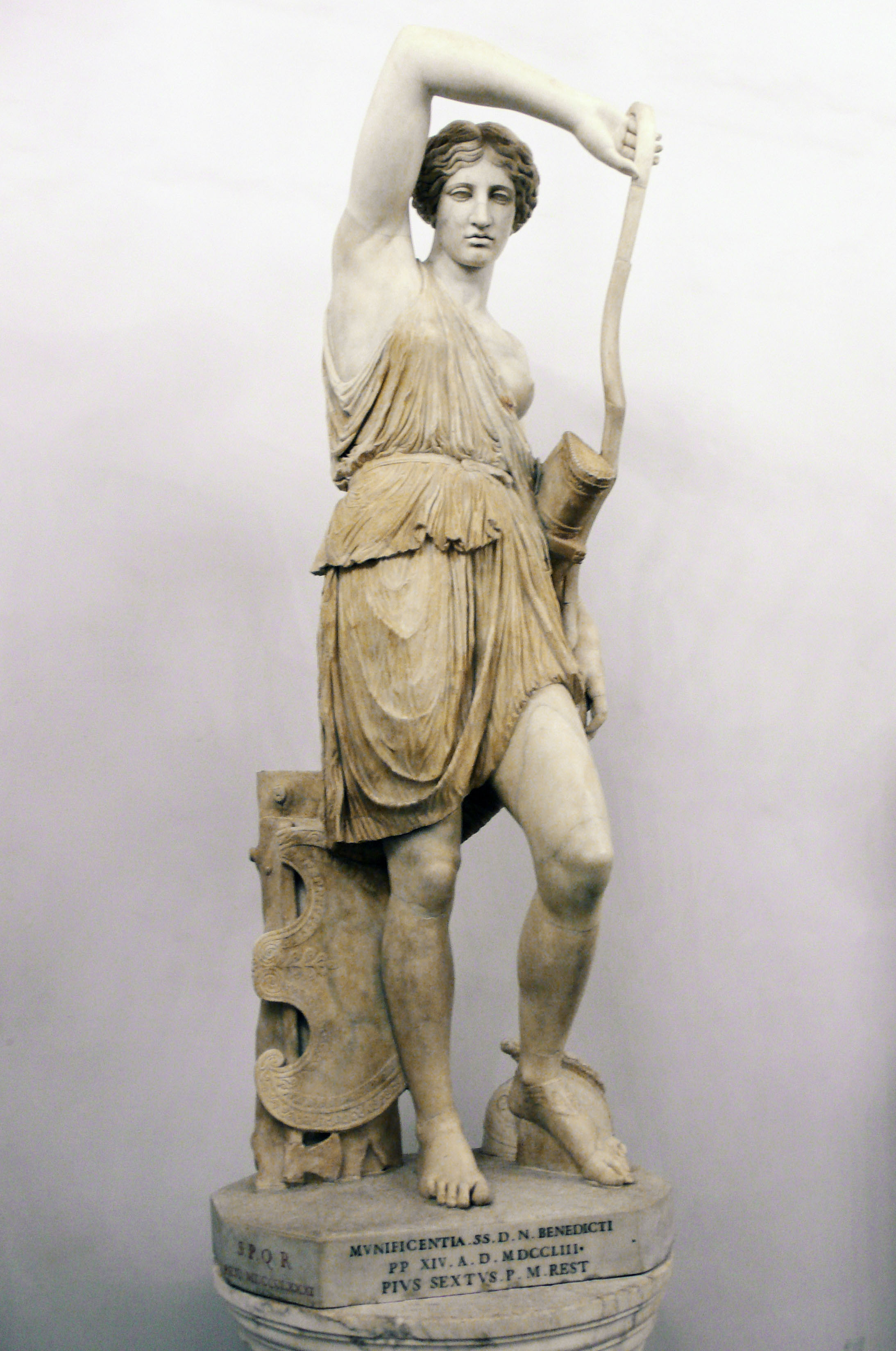
Поранена амазонка, копія з оригіналу Фідаса
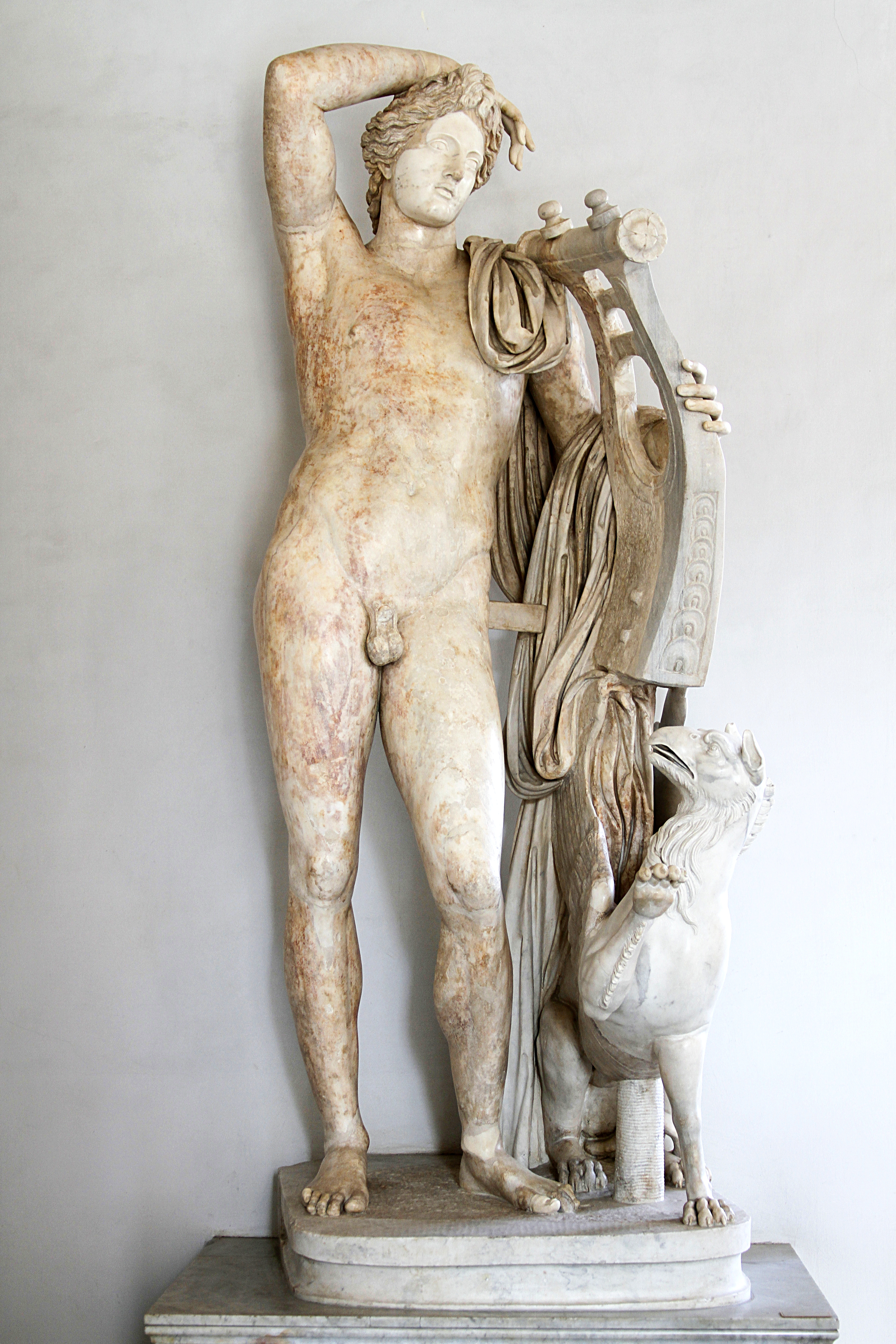
Аполлон
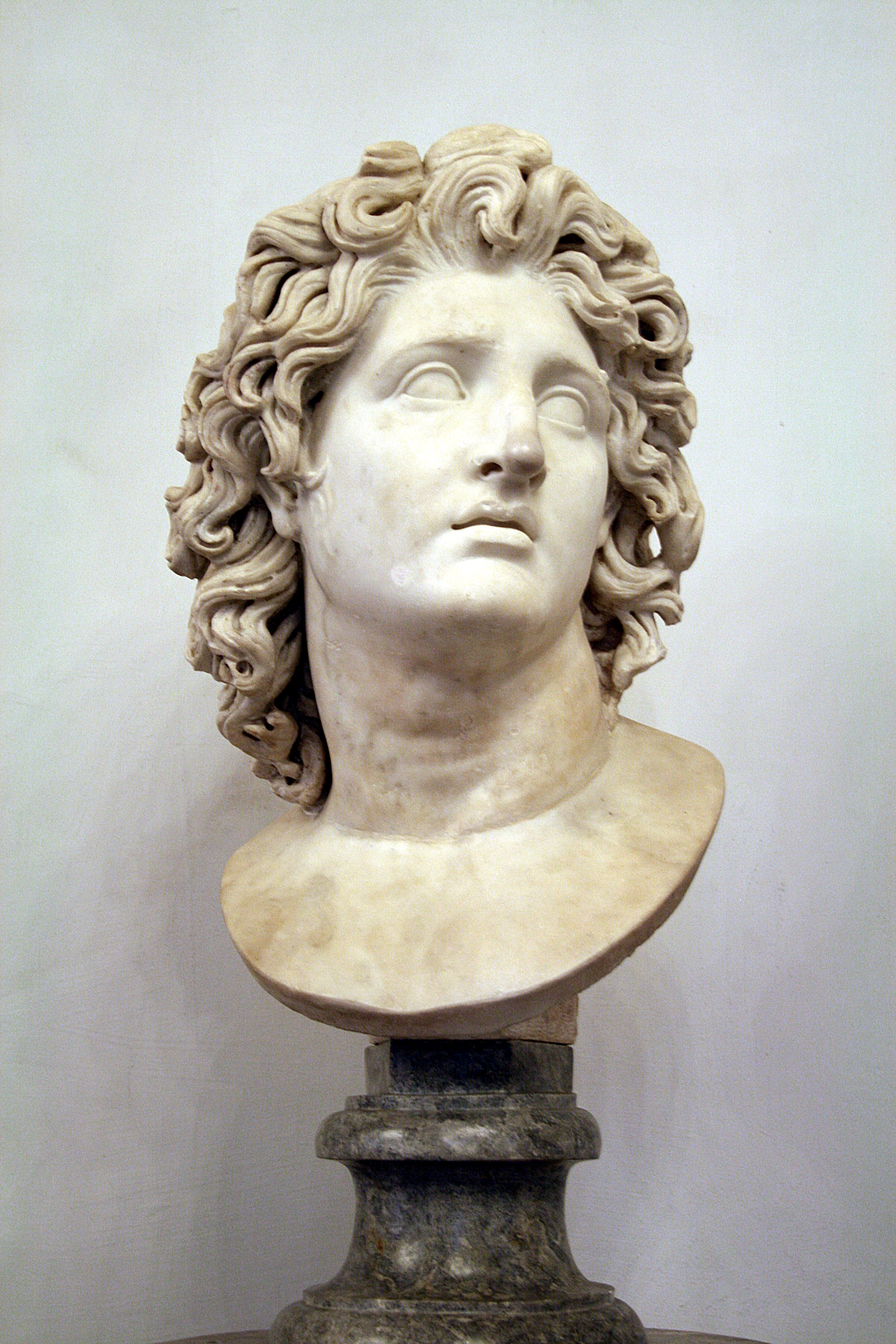
Погруддя Олександра-Геліоса
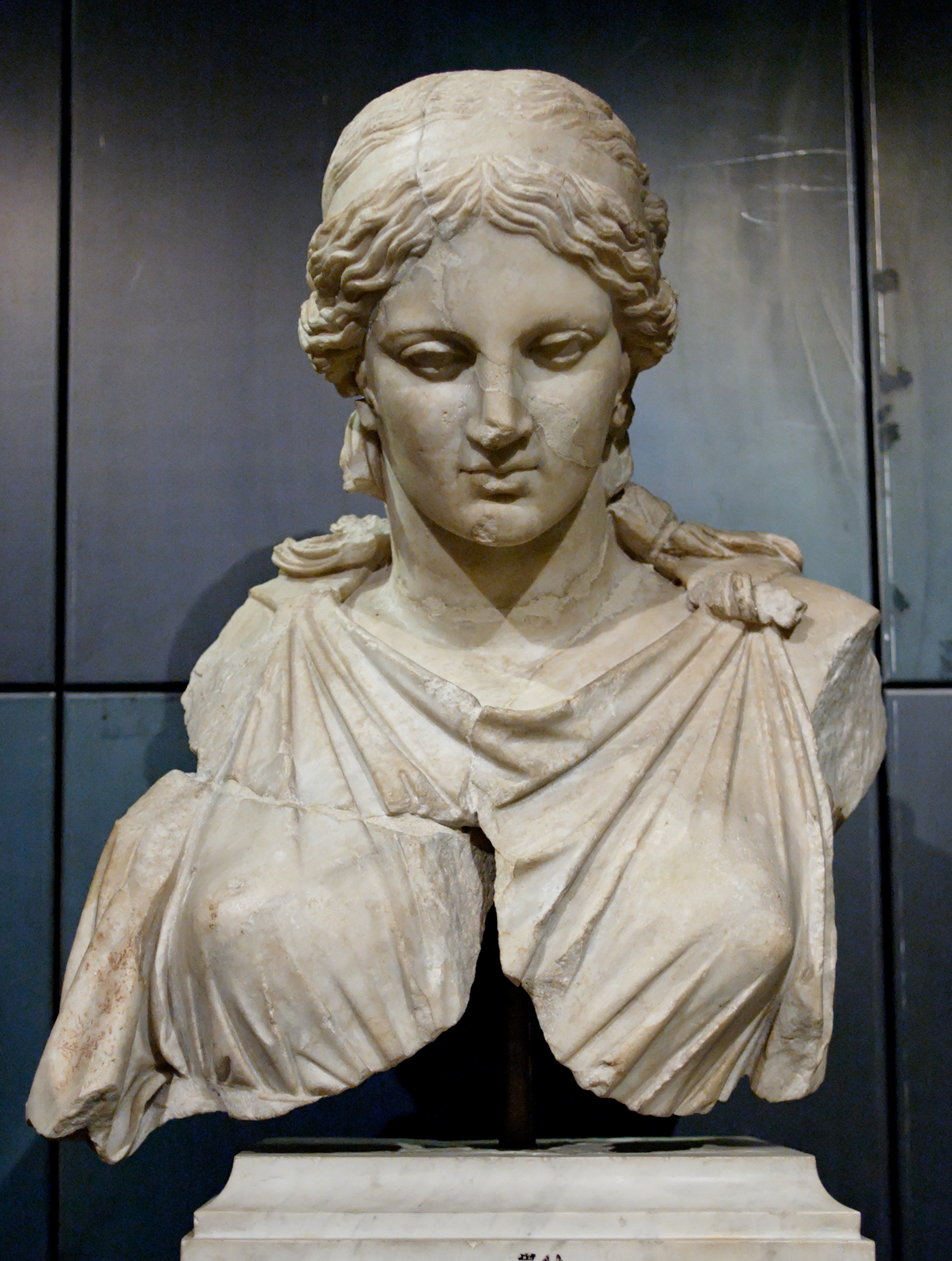
Імовірно, копія статуї Артеміди Кефісодота
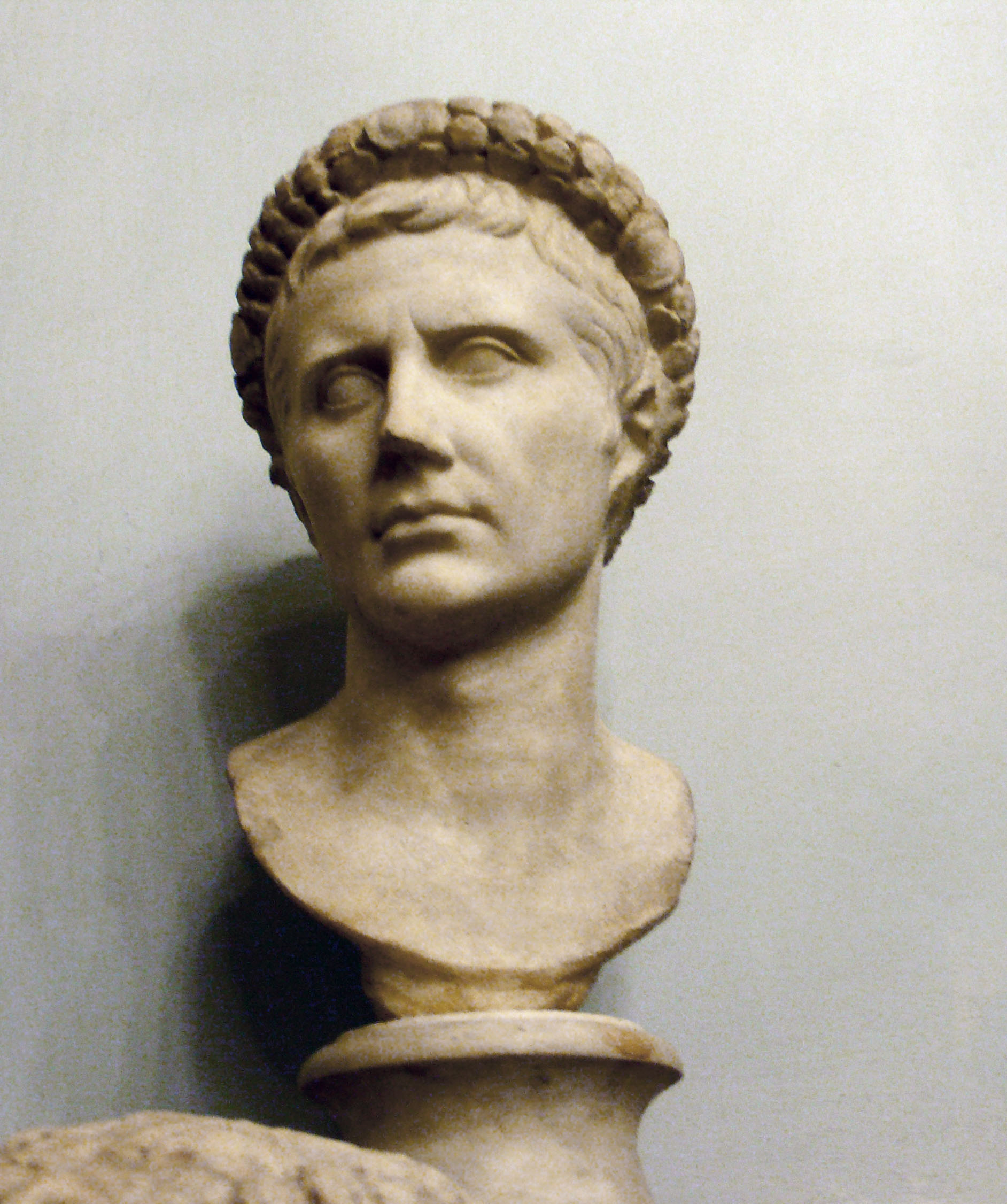
Погруддя Августа
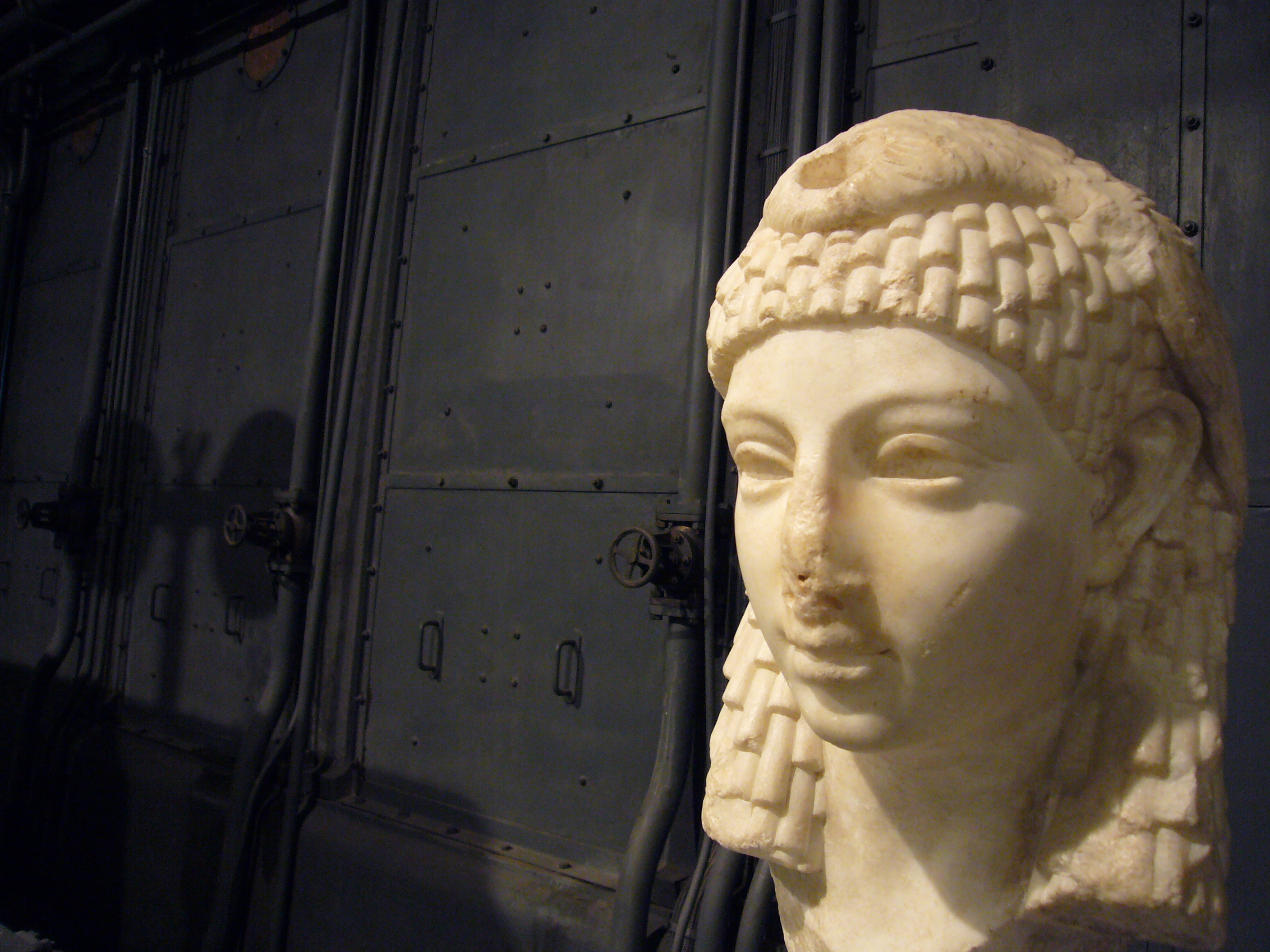
Погруддя Клеопатри, Чентрале Монтемартіні
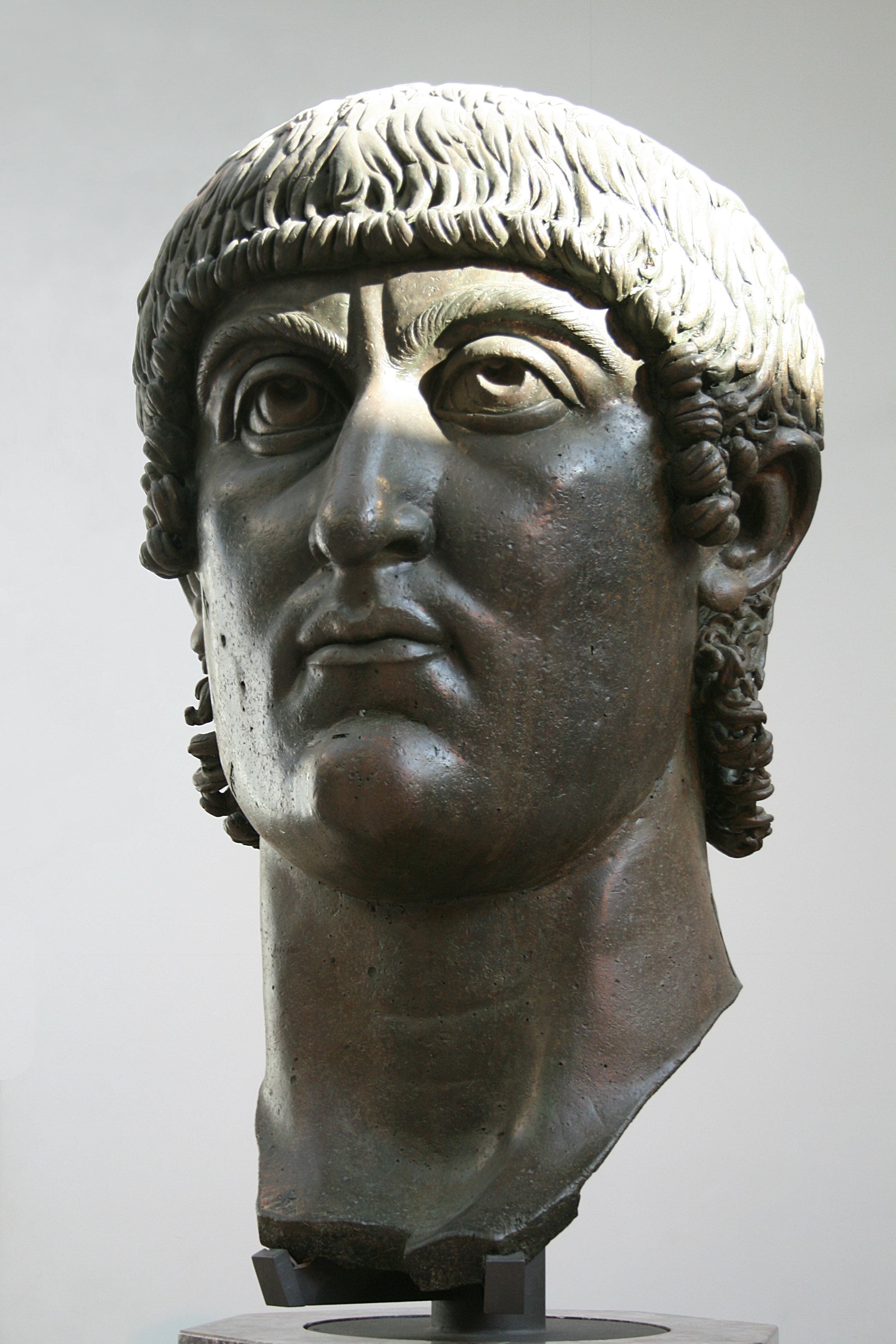
Костянтин I, можливо оригінал з Базиліки Максенція
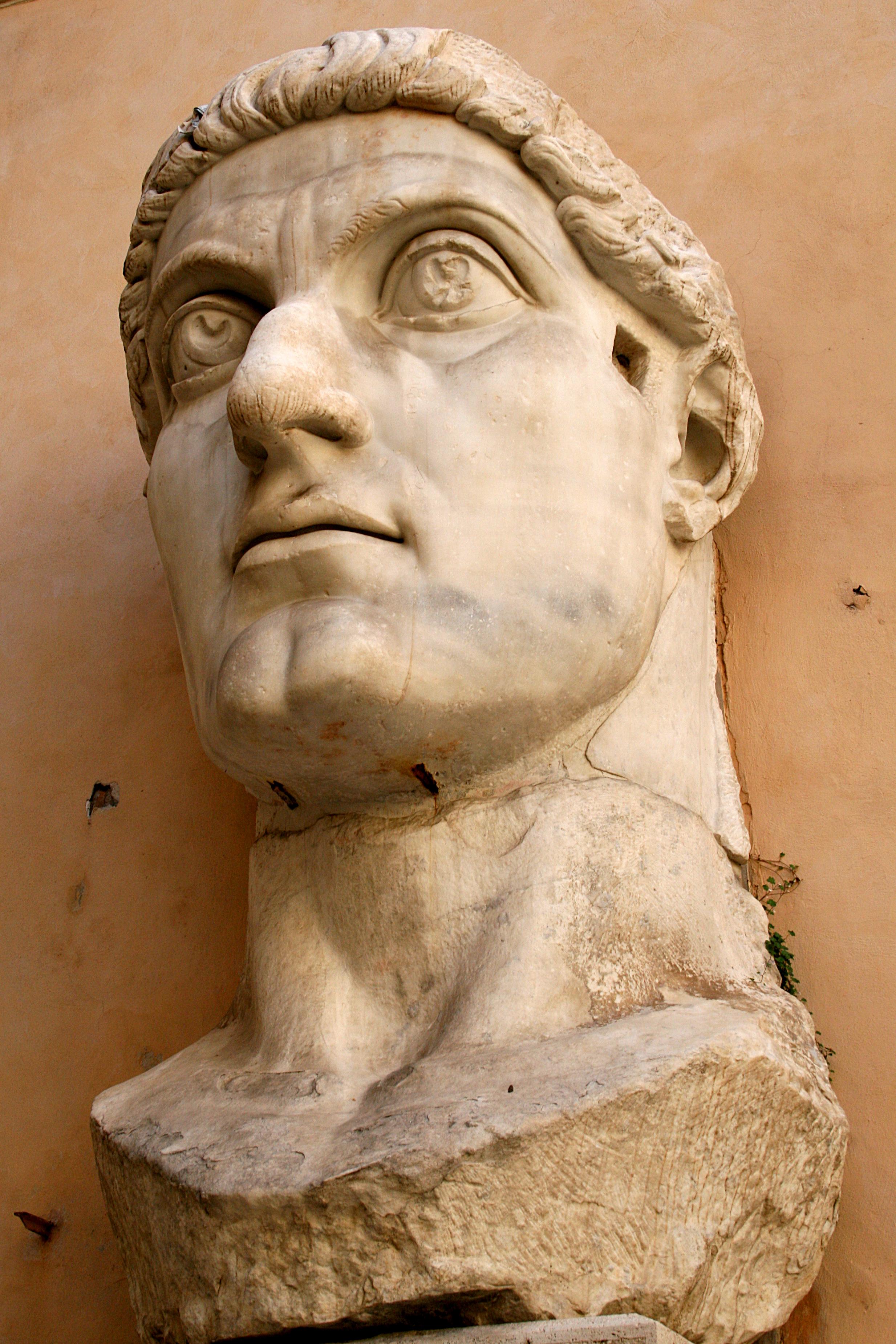
Голова колоса Костянтина I
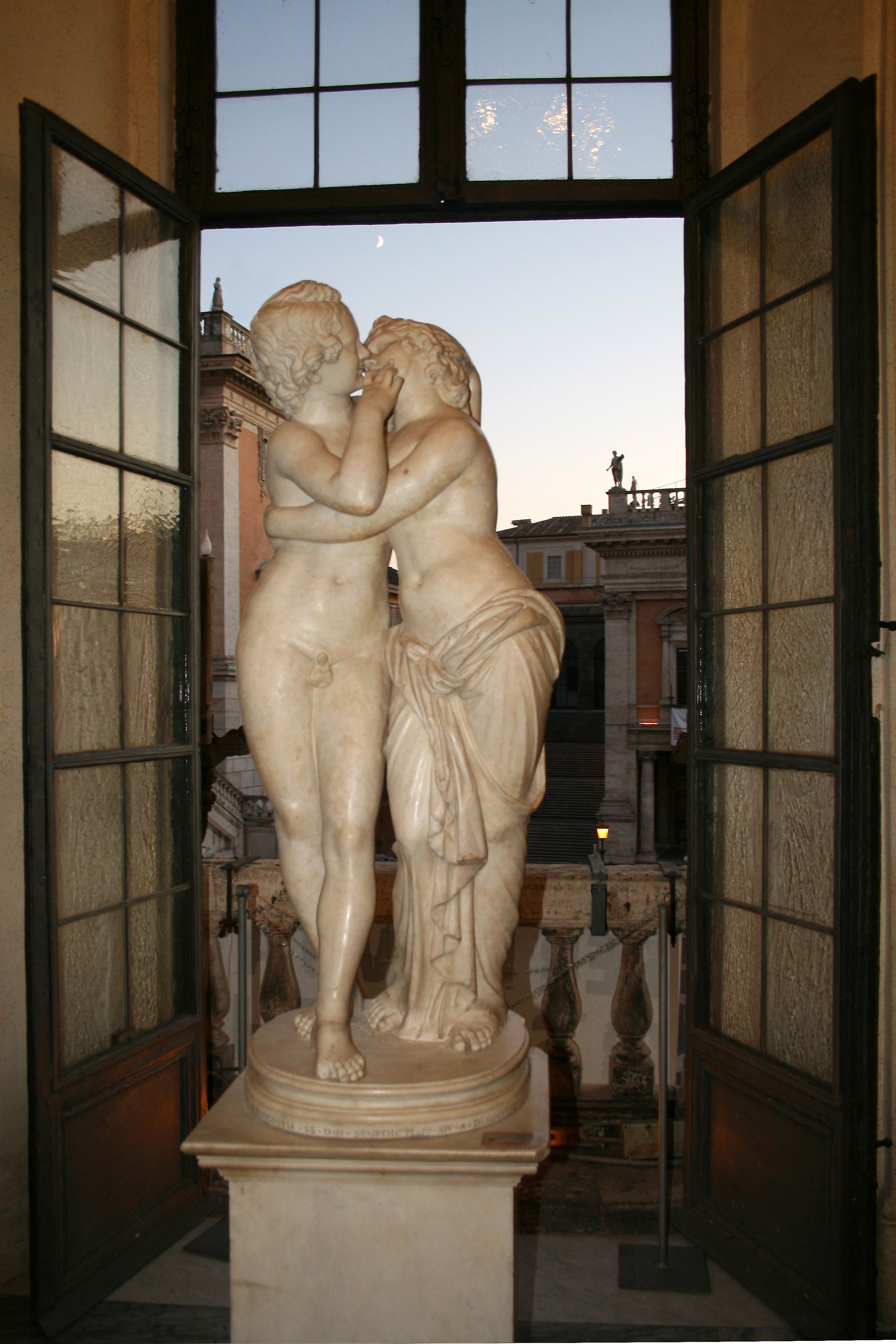
Купідон та Психея
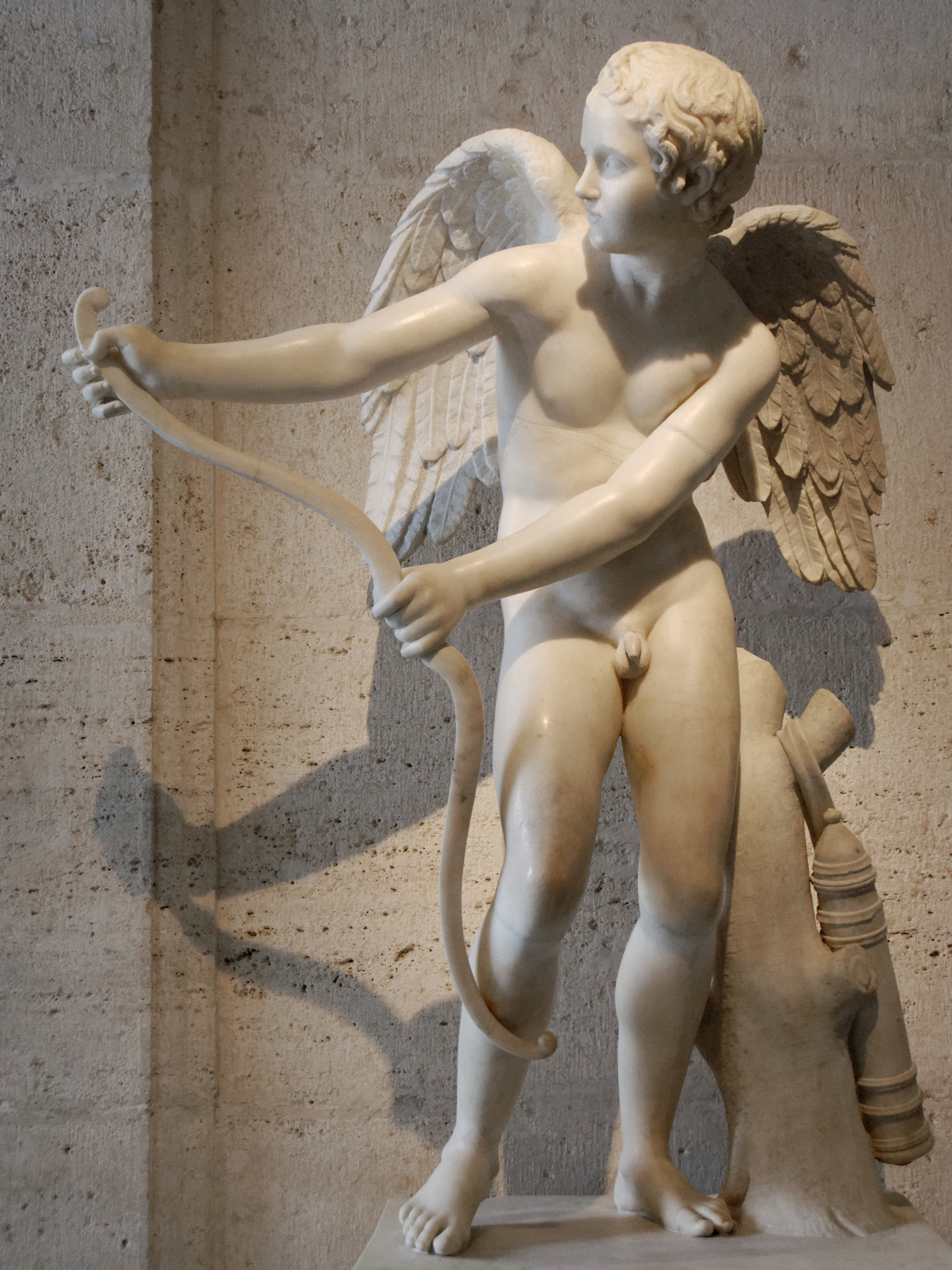
Ерос Капітолійський
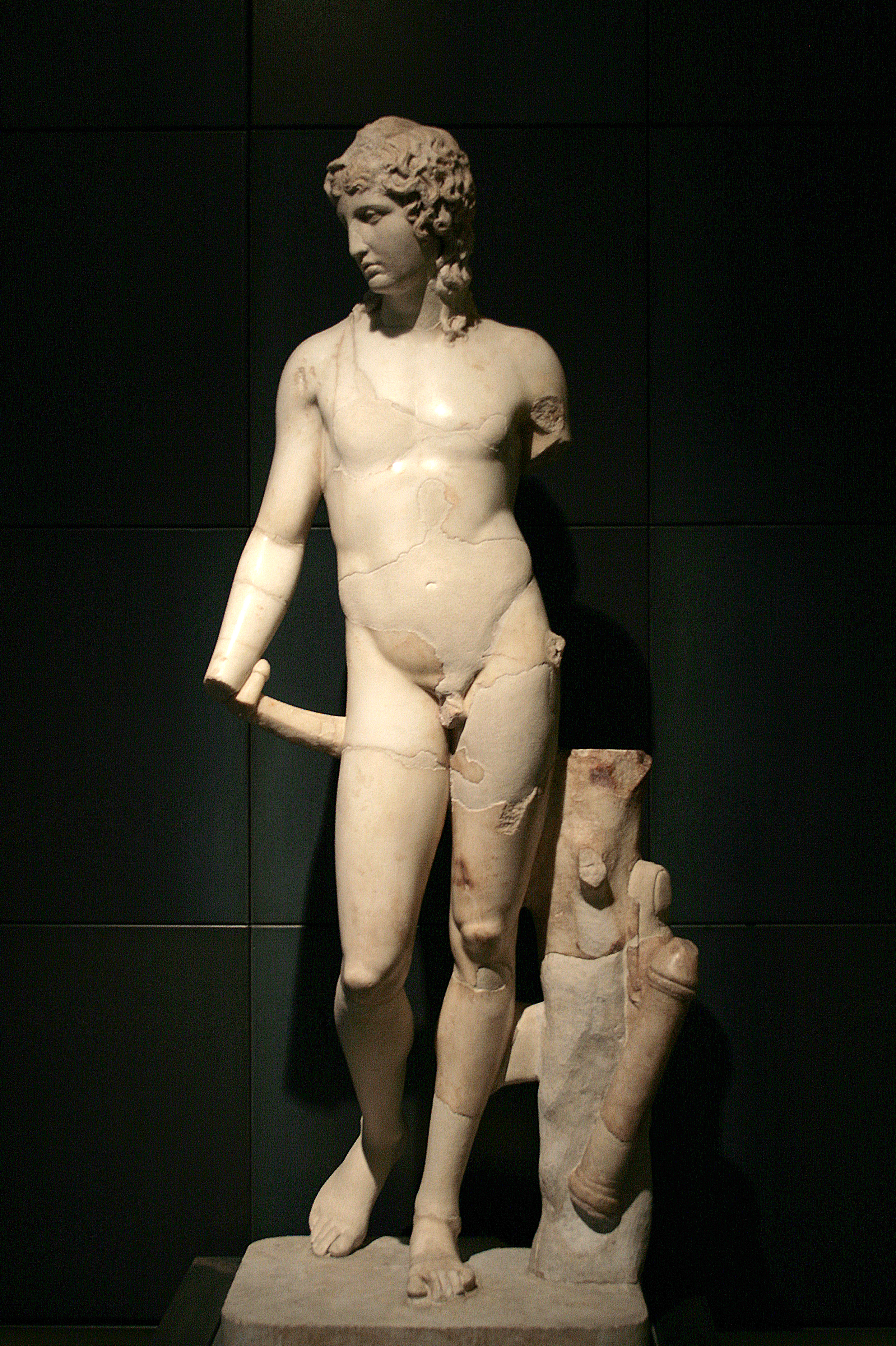
Ерос Танатос
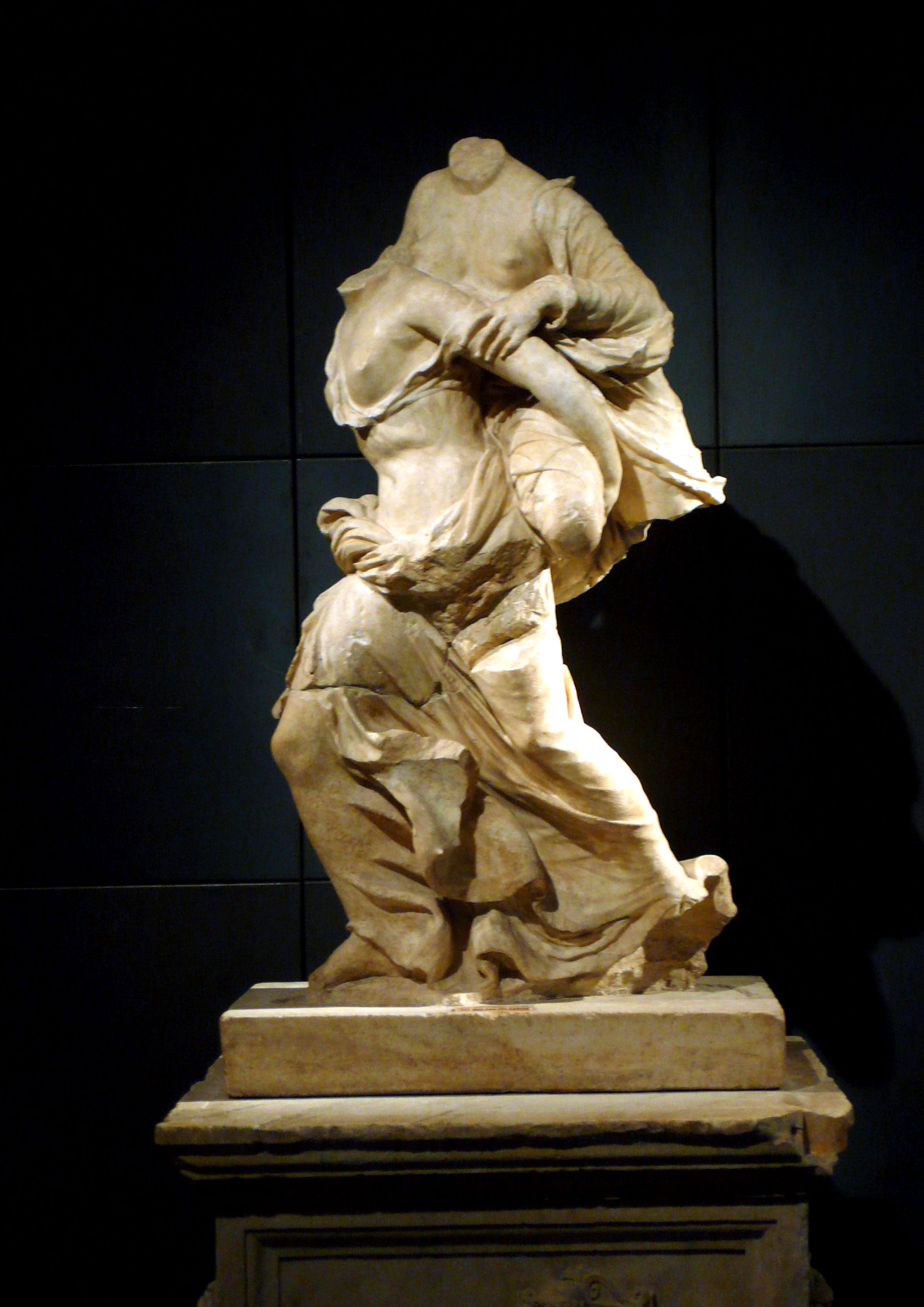
Статуя з Хорті Ламіані
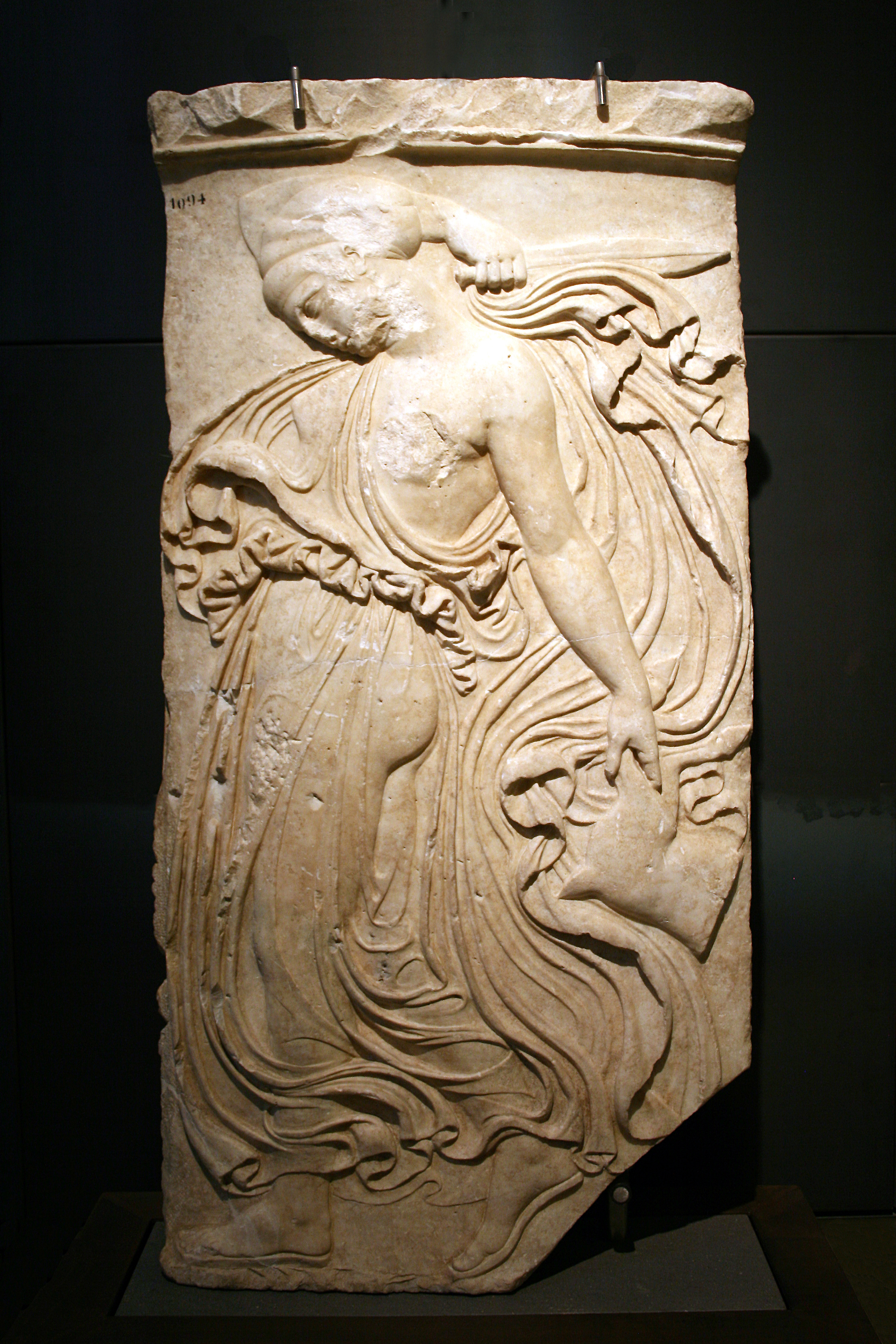
Маенад, що танцює
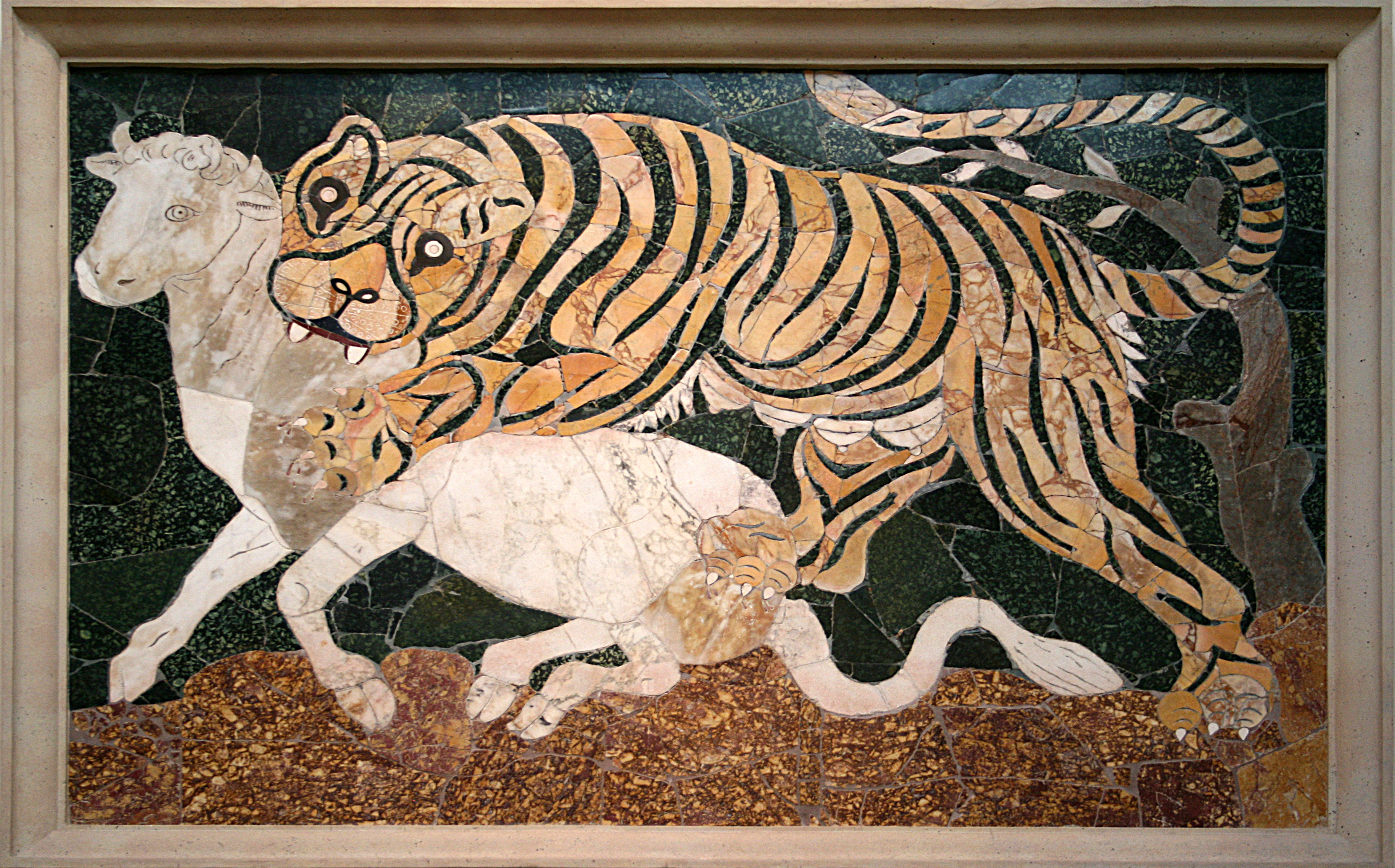
Мозаїка. Римська робота другого кварталу 4 століття
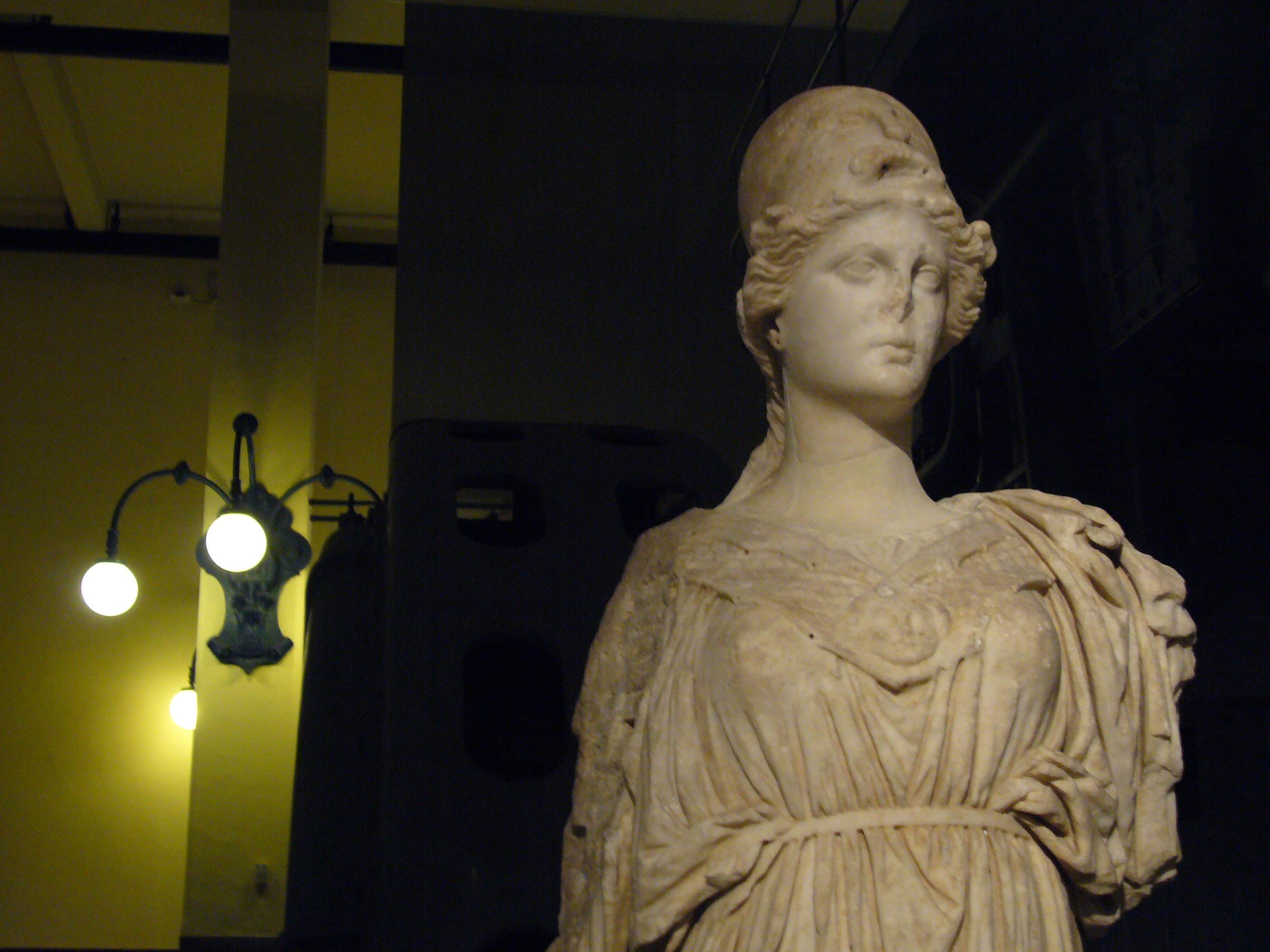
Статуя Афіни, Чентрале Монтемартіні
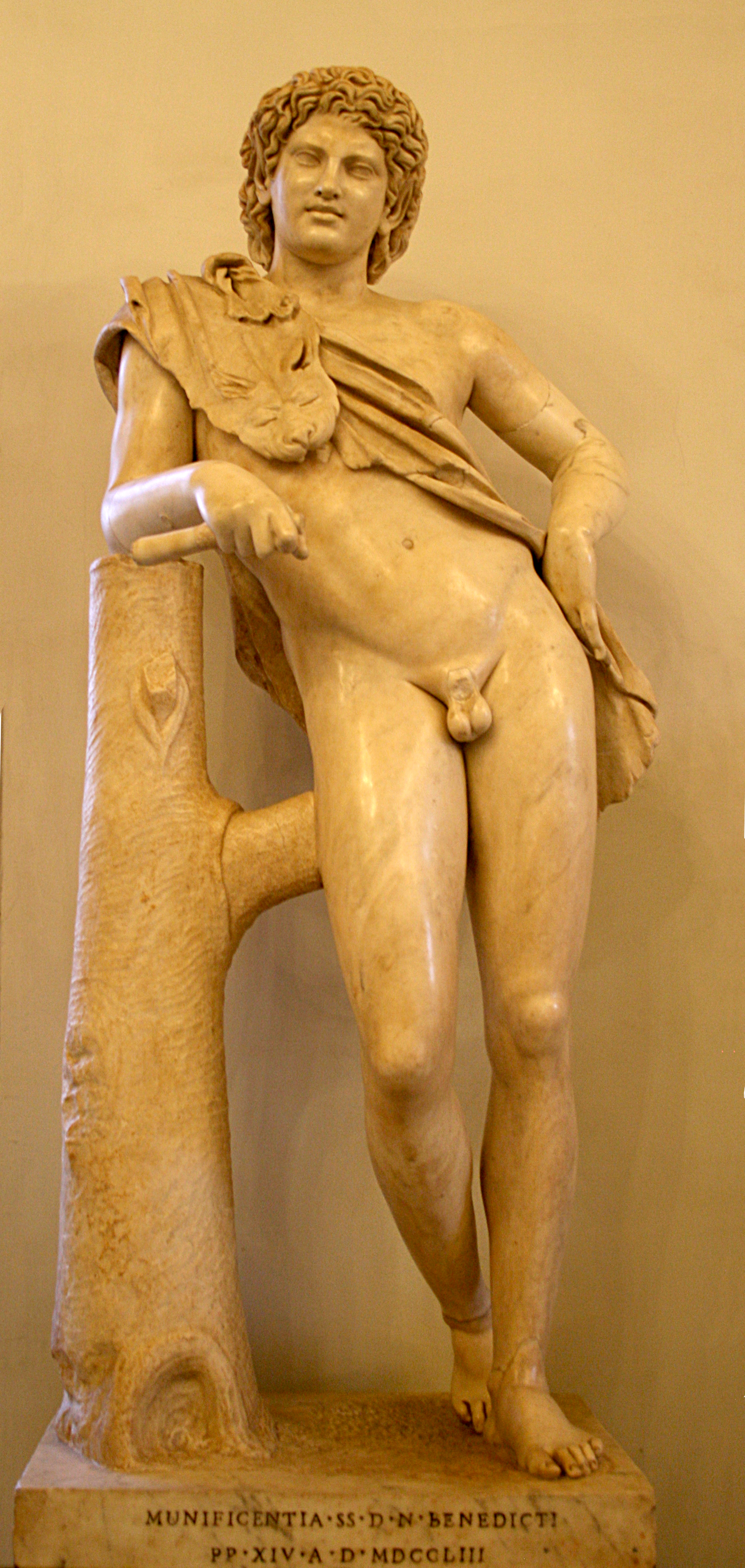
Сатир, що відпочиває
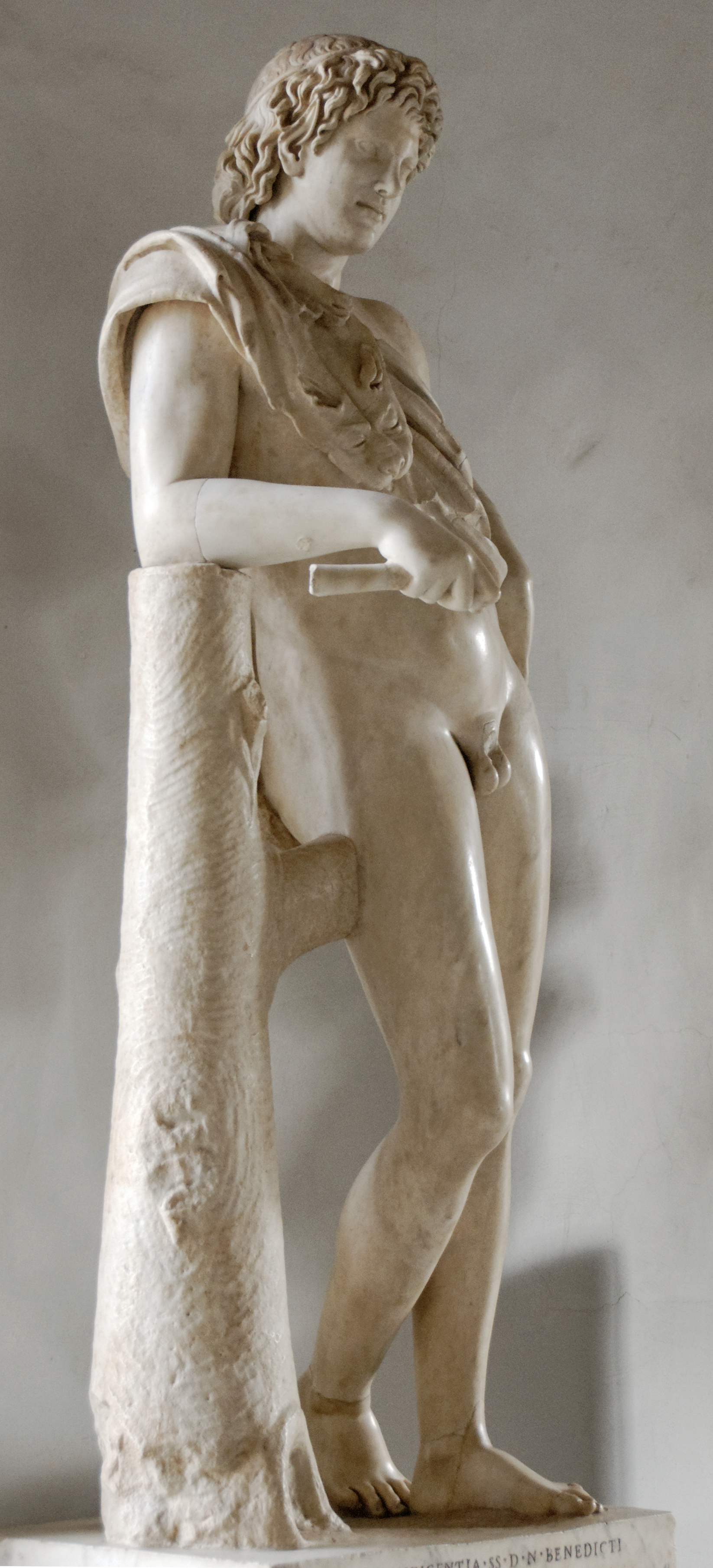
Сатир, що відпочиває
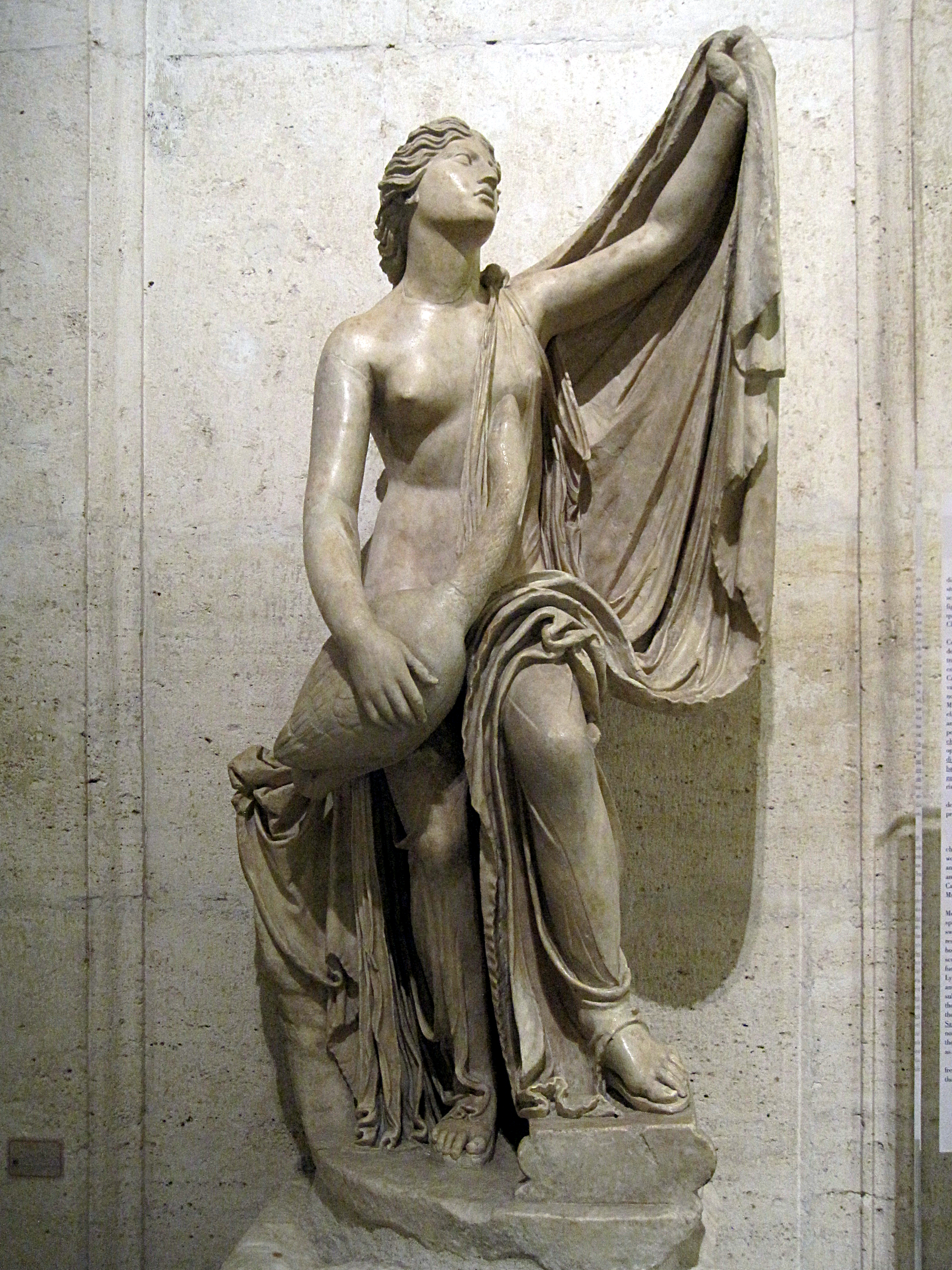
Леда та Лебідь
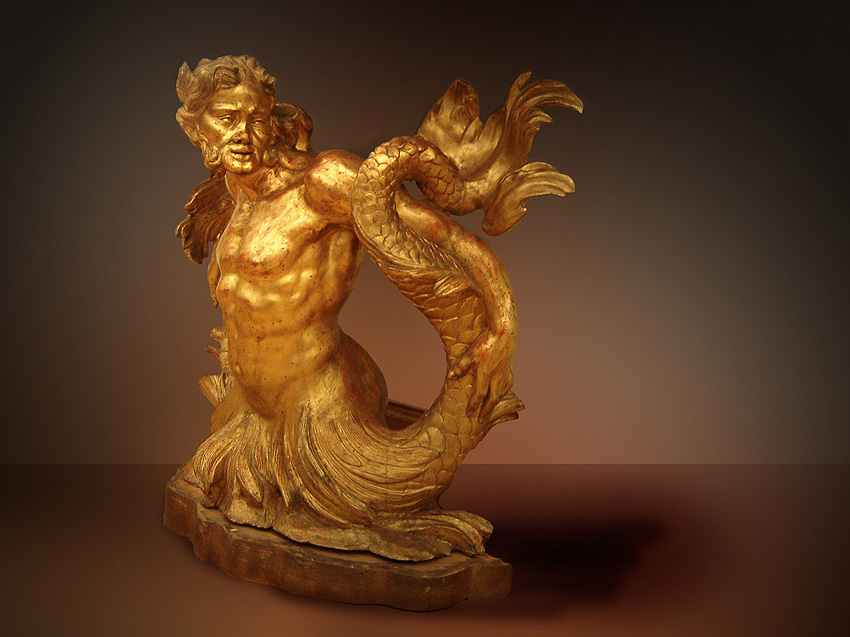
Трітон
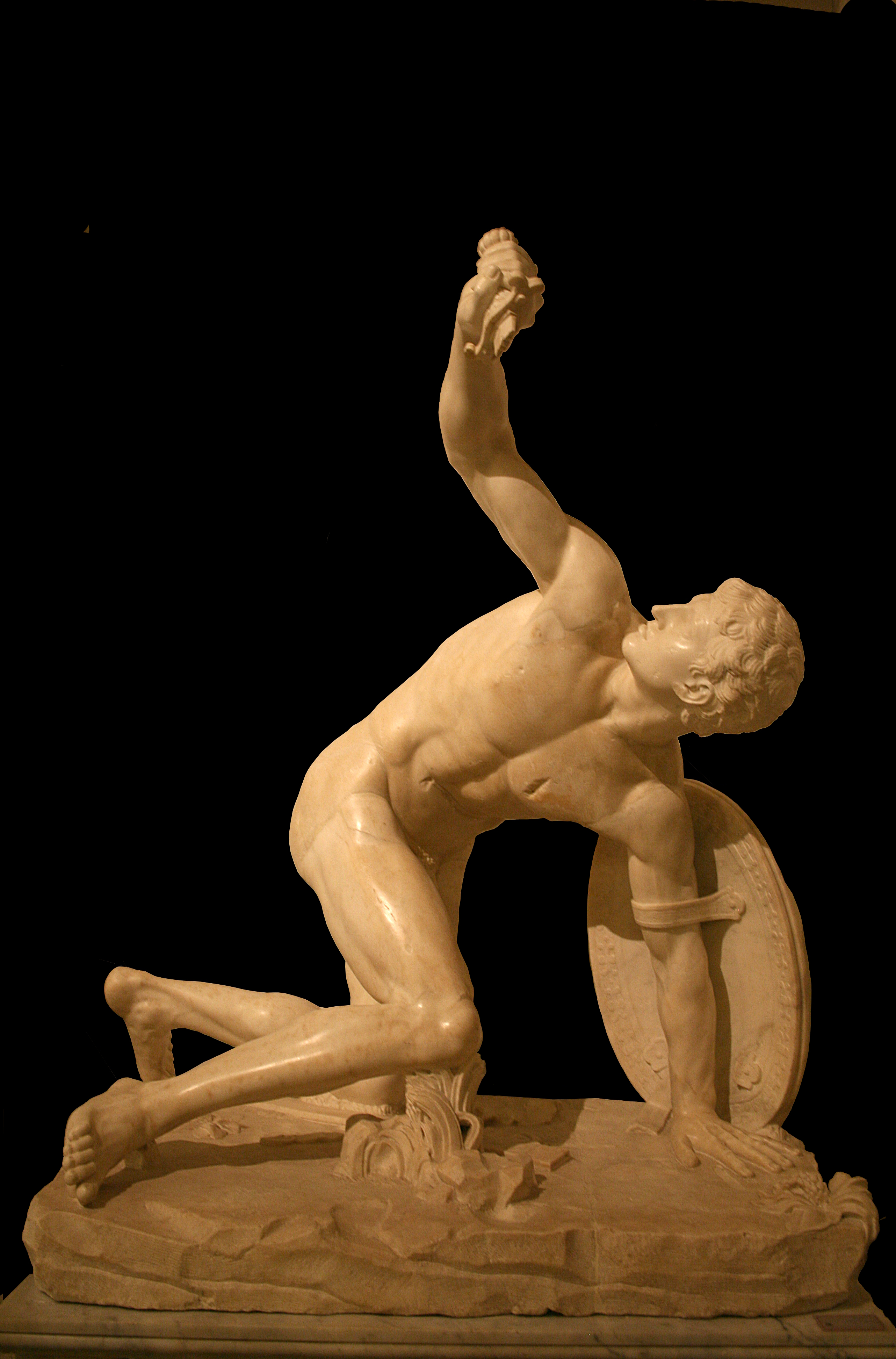
Поранений воїн
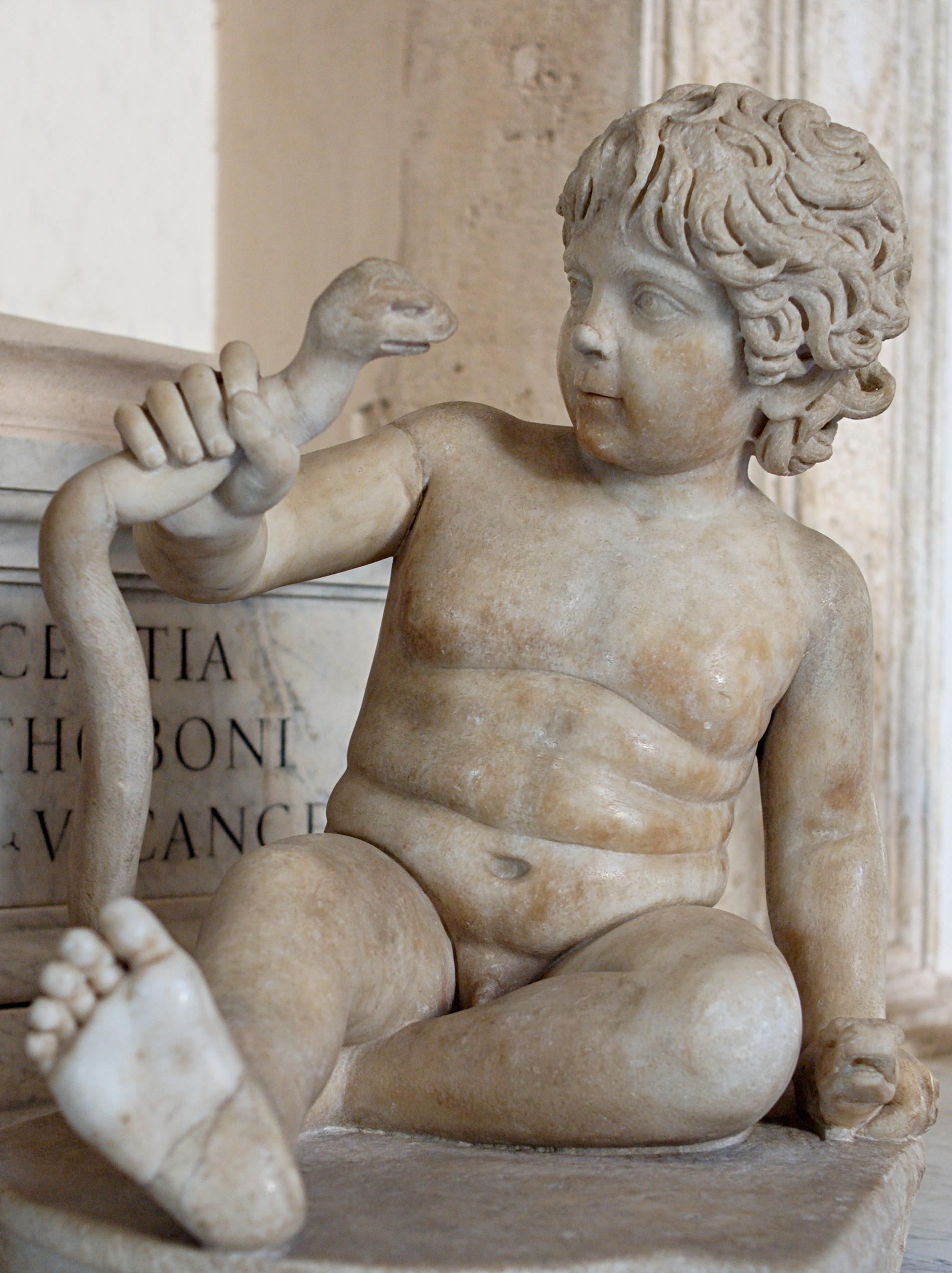
Дитя Геракл душить змій, посланих вбити його в колисці (римський мармур, II століття)
- Двір Капітолійського музею